# Tramwaje w Warszawie
Tramwaje w Warszawie – system tramwajowy działający jako jeden z elementów komunikacji miejskiej, w Warszawie. Pierwsza linia tramwaju konnego została uruchomiona w 1866 r., zaś obecnie eksploatacją sieci tramwajowej oraz świadczeniem usług przewozowych zajmują się Tramwaje Warszawskie Sp. z o.o., wydzielone 1 marca 1994 z Miejskich Zakładów Komunikacyjnych.
W 2023 roku Tramwaje Warszawskie posiadały 772 wagony tramwajowe, a łączna długość linii tramwajowych wynosiła 324,8 km.

## Historia

### Tramwaje konne

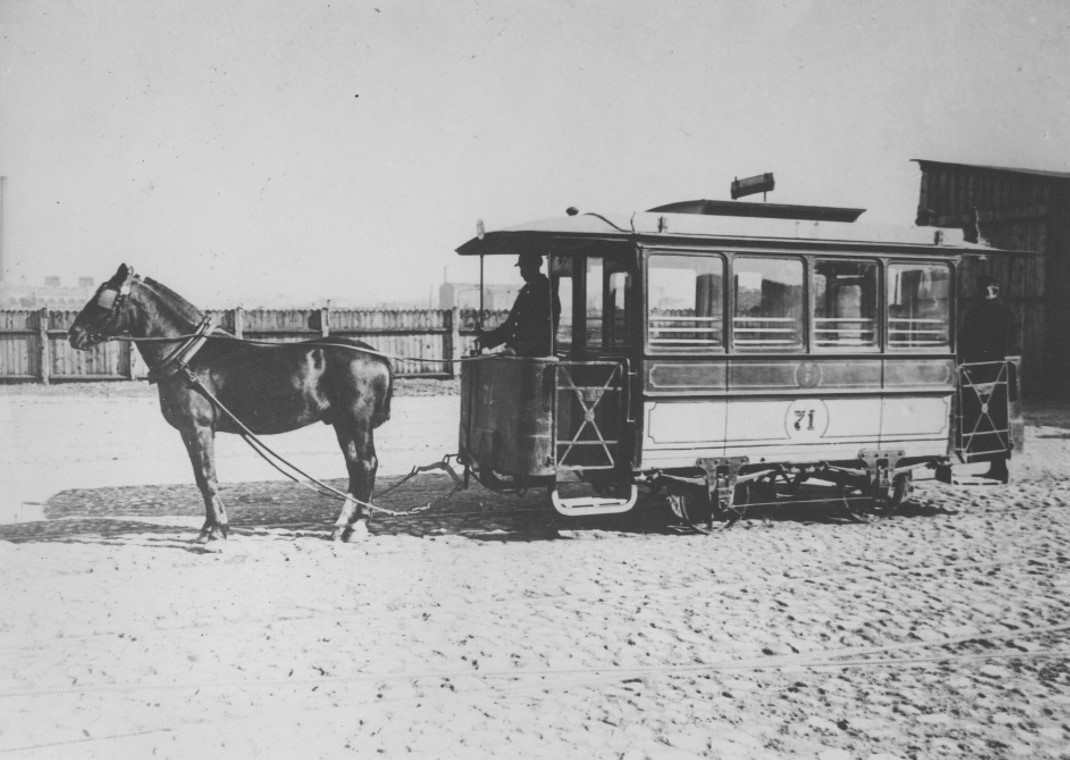
Tramwaj konny na terenie zajezdni na Woli (ok. 1906−1907)

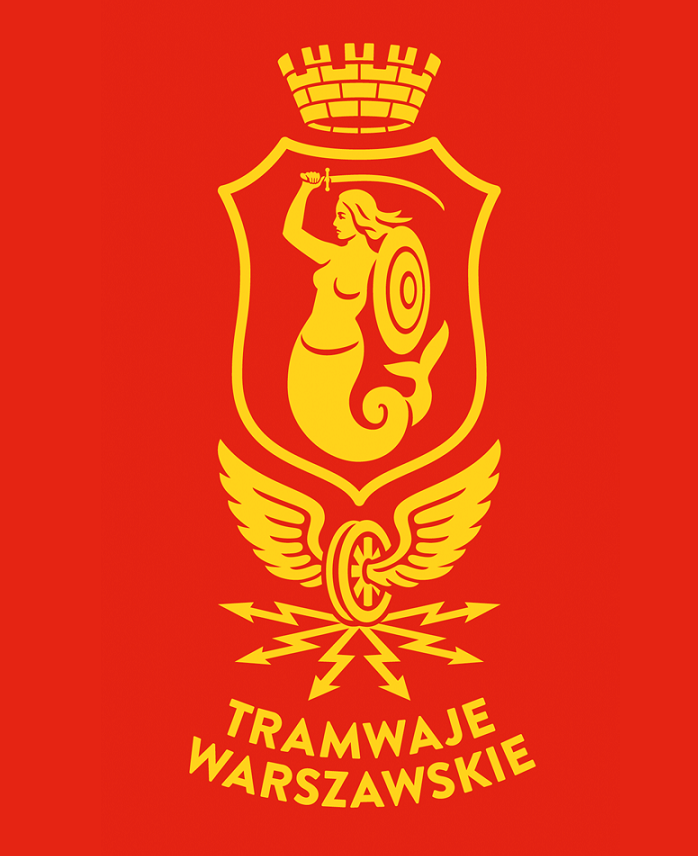
Logo warszawskich tramwajów elektrycznych z 1908 przedstawiające herb miasta z Syreną pod koroną z muru, z uskrzydlonym kołem (symbol komunikacji szynowej) i wiązką promieni (symbolizujących elektryczność) pod tarczą herbową

Historia warszawskich tramwajów zaczęła się 11 grudnia 1866, wraz z otwarciem 6-kilometrowej linii tramwajów konnych (zwanej Żelazną Drogą Konną) łączącej Dworzec Wiedeński z Dworcem Petersburskim (późniejszym Dworcem Wileńskim) i nowo zbudowanym Dworcem Terespolskim (Dworcem Wschodnim). Linia została wybudowana przez Główne Towarzystwo Dróg Żelaznych Rosyjskich. Trasa prowadziła przez ul. Marszałkowską, ul. Królewską (z odgałęzieniem od placu Grzybowskiego), Krakowskim Przedmieściem, placem Zamkowym, mostem Kierbedzia do ul. Targowej z odgałęzieniami w ul. Kijowskiej.
Tramwaj konny zabierał ok. 30 pasażerów.

#### Towarzystwo Belgijskie
W latach 70. XIX w. magistrat postanowił stworzyć własną sieć tramwajową i w 1881 r. wybudowana została przez belgijską spółkę Société Générale de Tramways Varsoviens pierwsza miejska linia tramwajowa, od początku przeznaczona do przewozu pasażerów po mieście, biegnąca ul. Nalewki – ul. Świętojerską – ul. Długą – ul. Wąską – Podwalem – Krakowskim Przedmieściem (na odcinku Królewska – Nowy Zjazd obok tramwaju kolejowego) – Nowym Światem – Al. Ujazdowskimi – Bagatelą do rogatek Mokotowskich. Cała trasa, oddana do użytku 18 października 1881, była jednotorowa, a tramwaje kursowały na niej w godzinach 7:30 – 22:00. 1 listopada 1881 linię wydłużono o odcinek Muranów – Powązki (przez ul. Dziką). Miesiąc później otworzono odcinek w ul. Bielańskiej (między Nalewkami a pl. Teatralnym), a w 1882 r. tory na ul. Senatorskiej. Główna remiza (zajezdnia) tramwajowa „Muranów“ została zbudowana przy ul. Sierakowskiej 7; tam też mieściła się siedziba zarządu przedsiębiorstwa. Druga zajezdnia („Mokotów”) powstała przy ul. Puławskiej 13/15

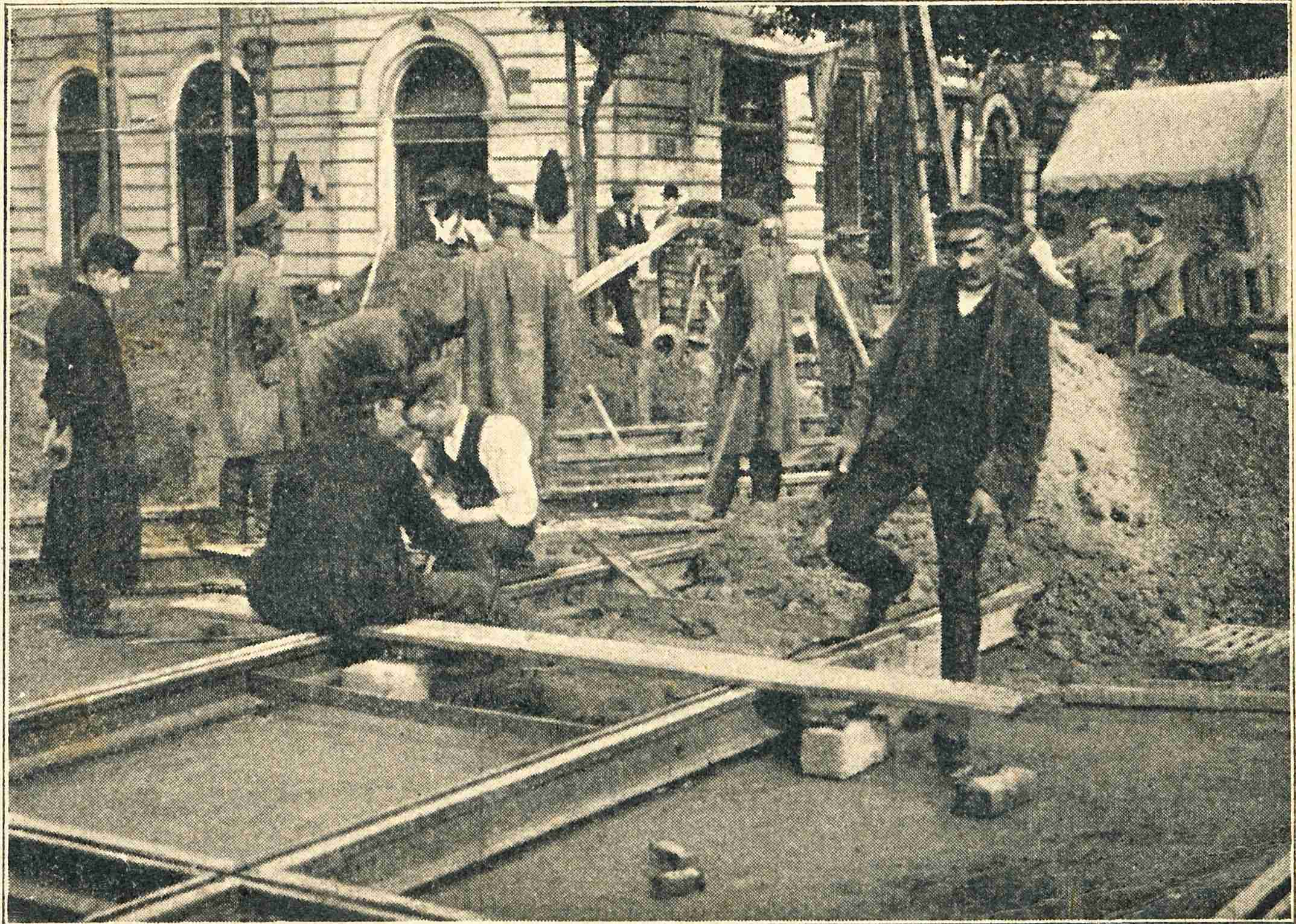
Roboty przy zakładaniu trakcji tramwajów elektrycznych przy rogu Marszałkowskiej i Al. Jerozolimskich w 1907 roku

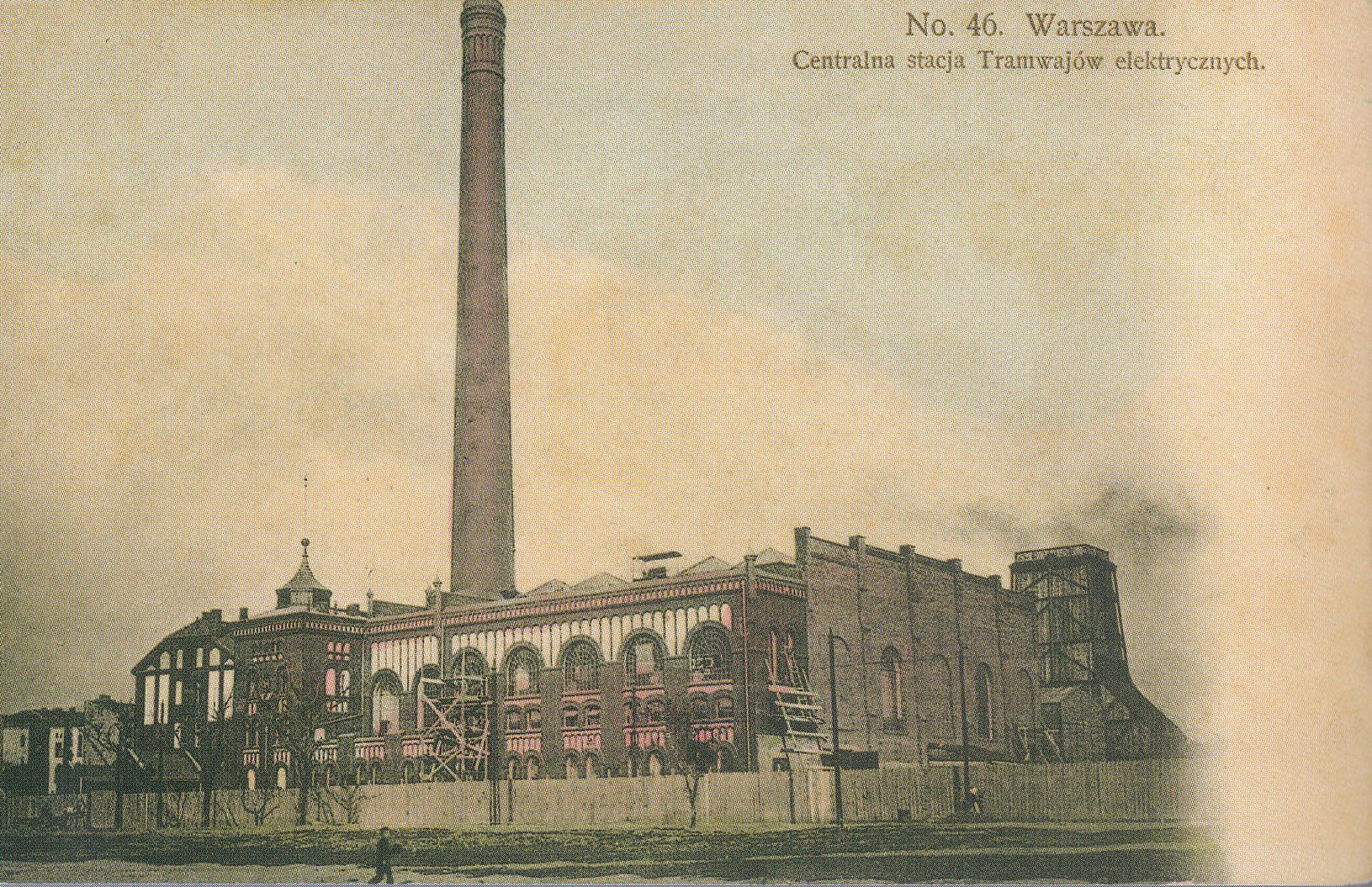
Elektrownia Tramwajowa przy ul. Przyokopowej 28

Uruchomienie tramwajów konnych spotkało się z powszechnym uznaniem mieszkańców. W następnych latach Towarzystwo Belgijskie rozwijało swoją sieć, m.in. w 1882 r. przejęło tramwaj kolejowy, który utracił pierwotne znaczenie po wybudowaniu w 1875 r. kolei obwodowej wraz z mostem przy Cytadeli. W 1883 r. wprowadzono projekt reorganizacji stworzony przez Władysława T. Kisiel-Kiślańskiego, a sam pomysłodawca został prezesem tramwajów konnych do czasu ich przejęcia przez miasto (w 1898). Pod koniec 1883 sieć tramwajowa w Warszawie miała 22 km długości i 80 tramwajów obsługujących 11 linii. W latach 1886–1890 powstała trasa w Al. Jerozolimskich między ul. Marszałkowską a Nowym Światem. Prawdopodobnie  powodu niepiśmienności ok. 50% mieszkańców miasta linie oznaczano kolorami.
W 1899 cała sieć, licząca w tym czasie 30 km i 234 tramwaje obsługujące 17 linii, została wykupiona przez miasto. Została ona następnie wydzierżawiona prywatnej spółce założonej przez kilku arystokratów za roczną opłatę w wysokości 0,5 mln rubli. Prezesem przedsiębiorstwa został łódzki aptekarz Maurycy Spokorny.
Na początku XX wieku miasto powierzyło spółce „Siemens & Halske” zastąpienie trakcji konnej tramwajem elektrycznym, kierownictwo tej operacji powierzono prezesowi Spokornemu (który przez kolejne osiem lat pełnił funkcję prezesa tramwajów elektrycznych).

### Tramwaje elektryczne

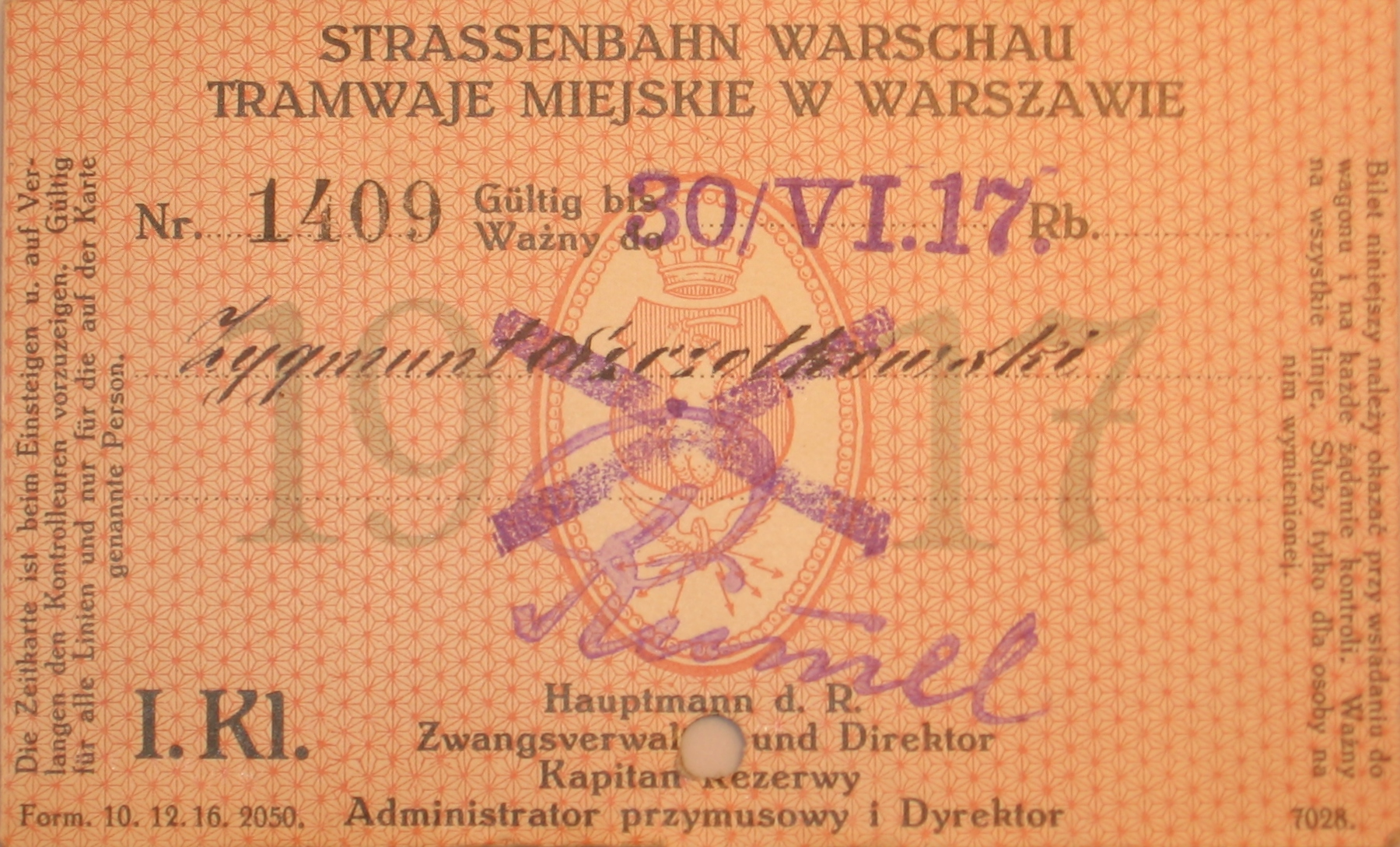
Bilet imienny okresowy I klasy z 1917 roku

Mapa sieci przed 1939 (wersja interaktywna)

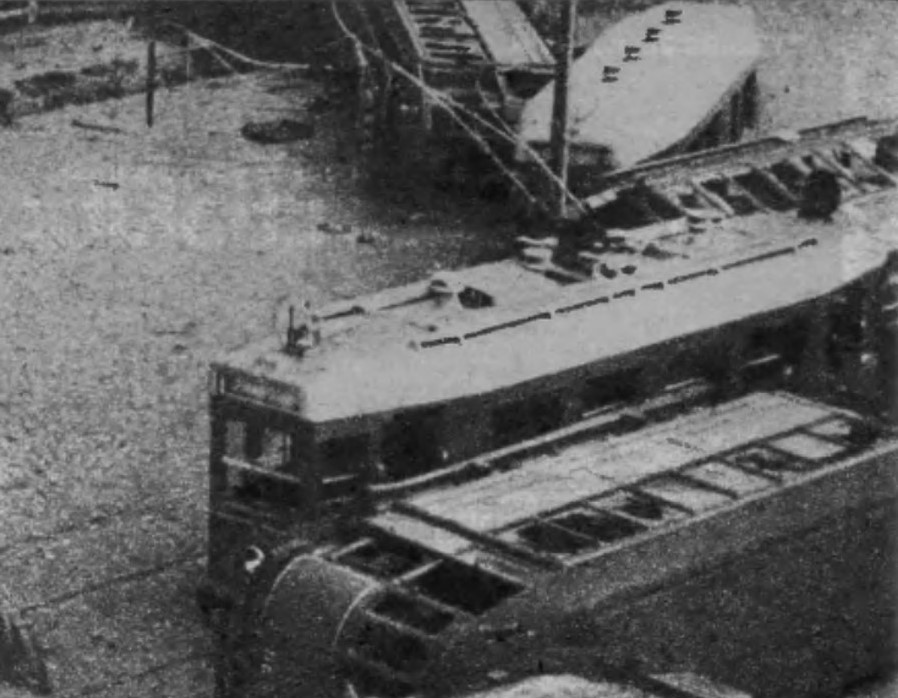
Barykada zbudowana z wozów tramwajowych podczas obrony miasta we wrześniu 1939

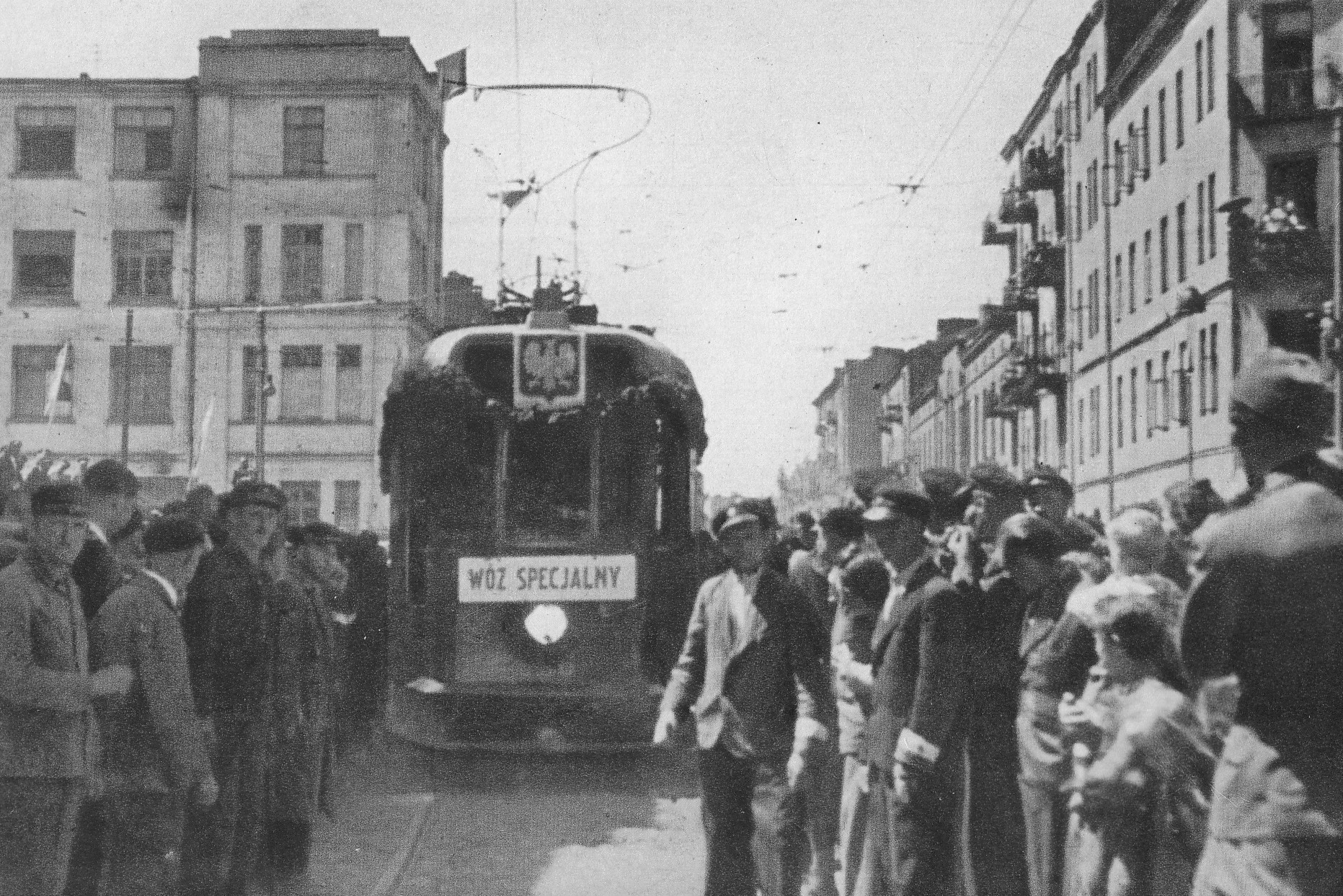
Pierwszy tramwaj po wojnie na Pradze, ul. Kawęczyńska, 20 czerwca 1945

7 lutego 1908 uruchomiono − w związku z przeprowadzanymi jazdami próbnymi tramwajów elektrycznych − Elektrownię Tramwajową.
26 marca 1908 po mszy w kościele Nawiedzenia Najświętszej Marii Panny, uroczystej procesji, poświęceniu wozów tramwajowych na pl. Krasińskich i przecięciu wstęgi, o godzinie 9:35 pierwszy tramwaj elektryczny prowadzony przez inż. Boulangera wyruszył na trasę: pl. Krasińskich – ul. Miodowa − ul. Krakowskie Przedmieście − ul. Królewska − ul. Marszałkowska − pl. Unii Lubelskiej (linia została oznaczona numerem 3). Przejechał nią w ciągu 25 minut. Wzdłuż trasy zgromadziły się tysiące mieszkańców miasta.
Logo tramwajów przedstawiało herb miasta z Syreną pod koroną z muru. Pod tarczą herbową umieszczono uskrzydlone koło (symbol komunikacji szynowej) oraz wiązkę promieni (symbolizujących elektryczność). Wizerunki Syreny umieszczano także na zajezdniach tramwajowych, nazywanych w tamtym czasie remizami.
Liczba pasażerów wzrosła z 42 mln w 1908 do 76 mln w 1911.

### Okres międzywojenny
24 lipca 1919 Zarząd Miejski powołał przedsiębiorstwo Tramwaje Miejskie m.st. Warszawy. 31 grudnia 1921 uruchomiono pierwszą linię nocną na trasie pl. Zbawiciela – pl. Teatralny. W marcu 1925 oddano do eksploatacji remizę „Praga” przy ul. Kawęczyńskiej. W 1923 otworzono, początkowo jednotorową, linię z zajezdni przy ulicy Opaczewskiej do podmiejskiego wówczas Okęcia. W styczniu 1934 przy ul. Siedmiogrodzkiej 5 otwarto Muzeum Tramwajów i Autobusów m.st. Warszawy.
W pierwszych dniach obrony miasta we wrześniu 1939 roku komunikacja tramwajowa funkcjonowała normalnie. Tramwaje stanęły 6 września, przede wszystkim wskutek uszkodzeń sieci górnej. Komunikacja tramwajowa została częściowo przywrócona 8 września, jednak tylko na kilka godzin, gdyż naloty Luftwaffe i ostrzał artyleryjski uszkodziły Elektrownię Tramwajową i tory. Niektóre unieruchomione na ulicach tramwaje zostały wykorzystane do budowy barykad i zostały uszkodzone w czasie walk.

### Okres okupacji niemieckiej
W czasie obrony Warszawy zniszczeniu uległo 80% sieci trakcyjnej, w wielu miejscach wybuchy bomb powyrywały szyny, a całe odcinki torowisk zostały zasypane gruzem. Z 398 wozów silnikowych do użytku nadawało się 160.
Komunikacja tramwajowa została uruchomiona 18 października 1939. Pod koniec 1939 funkcjonowało 11 linii tramwajowych. W czerwcu 1940 eksploatowano 90 km torów (76% stanu przedwojennego). We wrześniu 1940 wykorzystywano już 635 wozów tramwajowych; liczba pasażerów była wyższa niż przed wojną, gdyż tramwaje musiały zastąpić taksówki, autobusy, samochody prywatne i dużą część dorożek. W czasie okupacji w tramwajach panował bardzo duży tłok; pasażerowie jeździli na stopniach, buforach i zderzakach. Z uwagi na konieczność ograniczenia zużycia energii elektrycznej w wozach motorowych zablokowano wyższe biegi (po „czwórce“) i przerzedzono przystanki tramwajowe. Z powodu godziny policyjnej likwidowano komunikację nocną. 
Od grudnia 1939 pomosty, a później części jednego z wagonów były przeznaczone wyłącznie dla Niemców; od kwietnia 1940 dla Niemców były przeznaczone tylne platformy wozów silnikowych i doczepnych. We wrześniu 1940 wprowadzono specjalne oznaczenia wagonów tramwajowych przeznaczonych wyłącznie dla Żydów. 1 lipca 1941 utworzono przedsiębiorstwo „Städtische Verkehrsbetriebe Warschau”, które zajęło się eksploatacją linii tramwajowych.  
Po utworzeniu getta w listopadzie 1940 trzy linie tramwajowe przeznaczono wyłącznie dla Żydów; w lutym 1941 w miejscu zlikwidowanych linii w dzielnicy zamkniętej uruchomiono jedną linię oznaczoną niebieską Gwiazdą Dawida. Kilka linii przejeżdżało przez getto tranzytem nie zatrzymując się na przystankach.
W kwietniu 1942 uruchomiono linię „0” wyłącznie dla Niemców. W sierpniu 1942 w tramwajach zaczęto zatrudniać kobiety konduktorki.
Przez cały okres okupacji niemieckiej nie rozbudowywano sieci tramwajowej; jednym wyjątkiem było dokończenie w 1942 rozpoczętej przed wojną budowy linii tramwajowej w al. Waszyngtona.
Z powodu braku części zamiennych, nieprzeprowadzania remontów i zarekwirowania części wozów tramwajowych przez Niemców w lipcu 1944 po mieście kursowało ich już tylko 250.

### Okres powojenny
W trakcie powstania warszawskiego zniszczono lub wywieziono 590 wozów tramwajowych, zniszczono 3 podstacje, elektrownię, 5 zajezdni i warsztaty. Tory zostały uszkodzone w ok. 450 miejscach na łącznej długości 12,85 km toru pojedynczego, a sieć trakcyjna została zniszczona w 80%. W wielu miejscach tory zostały zasypane gruzami zburzonych budynków. Wojnę przetrwało ok. 200 wozów tramwajowych.

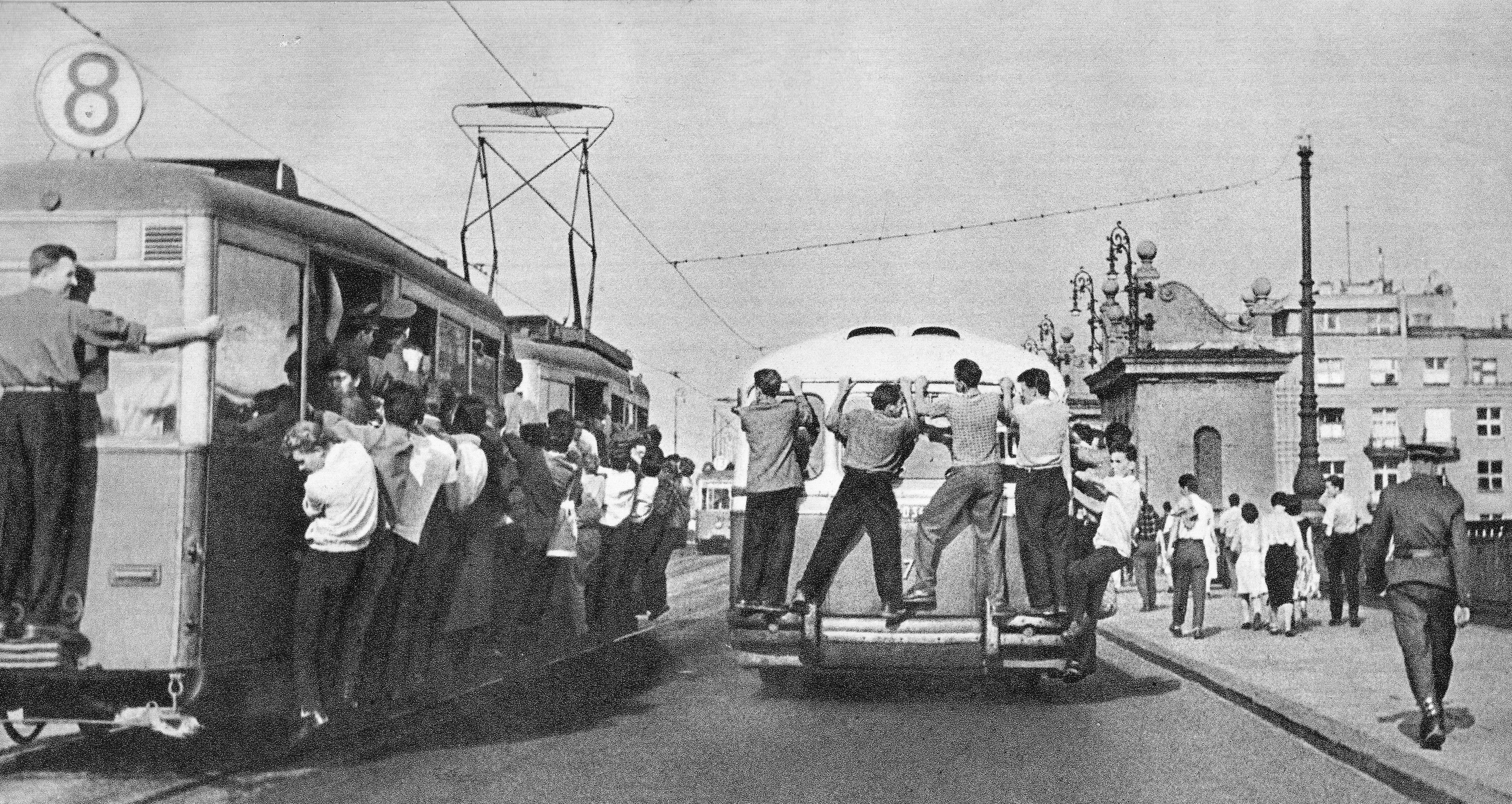
Tramwaj linii „8” z „gronami” („winogronami”) pasażerów wiszących na pomostach przy drzwiach wjeżdżający na most Poniatowskiego (po 1945). Widoczna na fotografii jazda na buforze z tyłu wozu była z kolei nazwana jazdą na „cycku”

Po wyzwoleniu we wrześniu 1944 prawobrzeżnej Warszawy spod okupacji niemieckiej przystąpiono do odbudowy sieci tramwajowej. 20 czerwca 1945 uruchomiono pierwszą po wojnie linię tramwajową nr „1”, łączącą ul. Kawęczyńską z ul. Wiatraczną. Do sierpnia kursowało już pięć linii. We wrześniu tego samego roku po uruchomieniu podstacji na Szczęśliwicach ruszyła pierwsza po lewobrzeżnej stronie miasta linia tramwajowa na Ochocie pomiędzy Okęciem a placem Starynkiewicza, a do końca roku dalszych pięć. W grudniu 1945 w mieście funkcjonowało 11 linii tramwajowych obsługiwanych przez 47 wozów silnikowych i 49 doczepnych.
Pod koniec 1945 podjęto decyzję o przekuciu torów tramwajowych z rozstawu 1525 mm (rosyjski) na 1435 mm, co związane było z tym, że tramwaje dla Warszawy pochodziły z Berlina (rewindykowano 67 sztuk nieodebranych przez Warszawę z fabryk w Gdańsku i na Śląsku przed wybuchem wojny) i Wrocławia (ofiarowano 60 sztuk). Planowano normalizację rozstawów w Polsce. Prace rozpoczęto od peryferii miasta (Mokotów, Boernerowo, Koło, Żoliborz). Zakończyły się w 1950. Decyzja o zmianie rozstawu torów umożliwiła przystąpienie do budowy w Konstalu w Chorzowie nowego typu wozów silnikowych oznaczonego symbolem „N”.
W lipcu 1946 w stołecznych tramwajach rozpoczęło pracę 20 kobiet-konduktorek. W tym okresie uruchomiono wtedy zajezdnię „Żoliborz” przy ul. Słowackiego. 22 lipca 1946 r. pod wiaduktem mostu Poniatowskiego uruchomiono prowizoryczną zajezdnię „Solec”, która istniała do 1961 r. Obsługiwała ona linie Powiśla (zjazd ul. Książęcą z placu Trzech Krzyży). 18 maja 1948 zlikwidowano zajezdnię „Rakowiec”. 10 września 1955 uruchomiono zajezdnię „Mokotów” oraz zlikwidowano zajezdnię „Puławska”. 30 czerwca 1963 uruchomiono zajezdnię „Północ” oraz zlikwidowano zajezdnię „Żoliborz”.
W kwietniu 1947 roku wprowadzono obowiązkowe kolejki do tramwajów. W marcu 1948 po raz pierwszy po wojnie uruchomiono tramwaje nocne.
W okresie powojennym następowało konsekwentne wydzielanie torowisk tramwajowych z jezdni, co usprawniło ruch. Dokonano też pewnych likwidacji wynikających z przebudowy zburzonego miasta, jak np. linii w Al. Ujazdowskich, zastąpionej trolejbusem, czy na Nowym Świecie i Krakowskim Przedmieściu, a także pętli na pl. Trzech Krzyży i zjazdu ul. Książęcą na Powiśle. We wrześniu 1973, w związku z budową Wisłostrady, została zlikwidowana linia tramwajowa do Wilanowa biegnąca ulicami Goworka, Spacerową, Gagarina (odcinek otwarty roku 1957, zamiast zjazdu ul. Książęcą z placu Trzech Krzyży), Czerniakowską, Powsińską i Wiertniczą. Był to trzeci szlak miejskiego transportu szynowego biegnący w to miejsce. Zastąpiła ona linię wąskotorowej kolei wilanowskiej.
W 1974 po raz pierwszy w Warszawie liczba pasażerów autobusów była większa, niż liczba pasażerów tramwajów.
W 1987 doszło na skrzyżowaniu ulic Wolskiej i Młynarskiej do katastrofy tramwajowej, w której zginęło 7 osób oraz było wielu rannych.

### Współczesność
W latach 1980–2009 otwarto jedynie trzy odcinki tras tramwajowych, wszystkie związane z obecną dzielnicą Bemowo. 1 sierpnia 1992 roku otwarta została budowana przez 13 lat linia Cmentarz Wolski – Osiedle Górczewska, o długości ok. 4 km trasy dwutorowej. 1 marca 1994 z Miejskich Zakładów Komunikacyjnych wyłoniono spółkę zajmującą się prowadzeniem komunikacji tramwajowej na terenie miasta Warszawy, Tramwaje Warszawskie Sp. z o.o.
31 sierpnia 1997 otwarto linię tramwajową z Koła na Nowe Bemowo. Budowa obejmowała ok. 2 km nowej trasy dwutorowej, ok. 900 m drugiego toru na istniejącej trasie do Boernerowa oraz pętlę tramwajową „Nowe Bemowo” (wyposażoną w dwa tory peronowe i jeden tor odstawczy).
21 grudnia 2005 pierwszy raz po torach wzdłuż ul. Powstańców Śląskich i al. Reymonta pojechał tramwaj specjalnej linii „P”, zaś od 2 stycznia 2006 regularnie kursują po nich linie zwykłe. Jest to pierwsza trasa tramwajowa w Warszawie z zastosowanym torowiskiem trawiastym (na części odcinka) i bezwzględnym priorytetem w ruchu dla tramwajów, a także pierwsza inwestycja tramwajowa współfinansowana z funduszy Unii Europejskiej. Trasa liczy ok. 1,9 km długości, a w ramach jej budowy przebudowano pętlę Piaski oraz pętlę Nowe Bemowo (dodatkowy tor peronowy z wyjazdem w stronę północną).

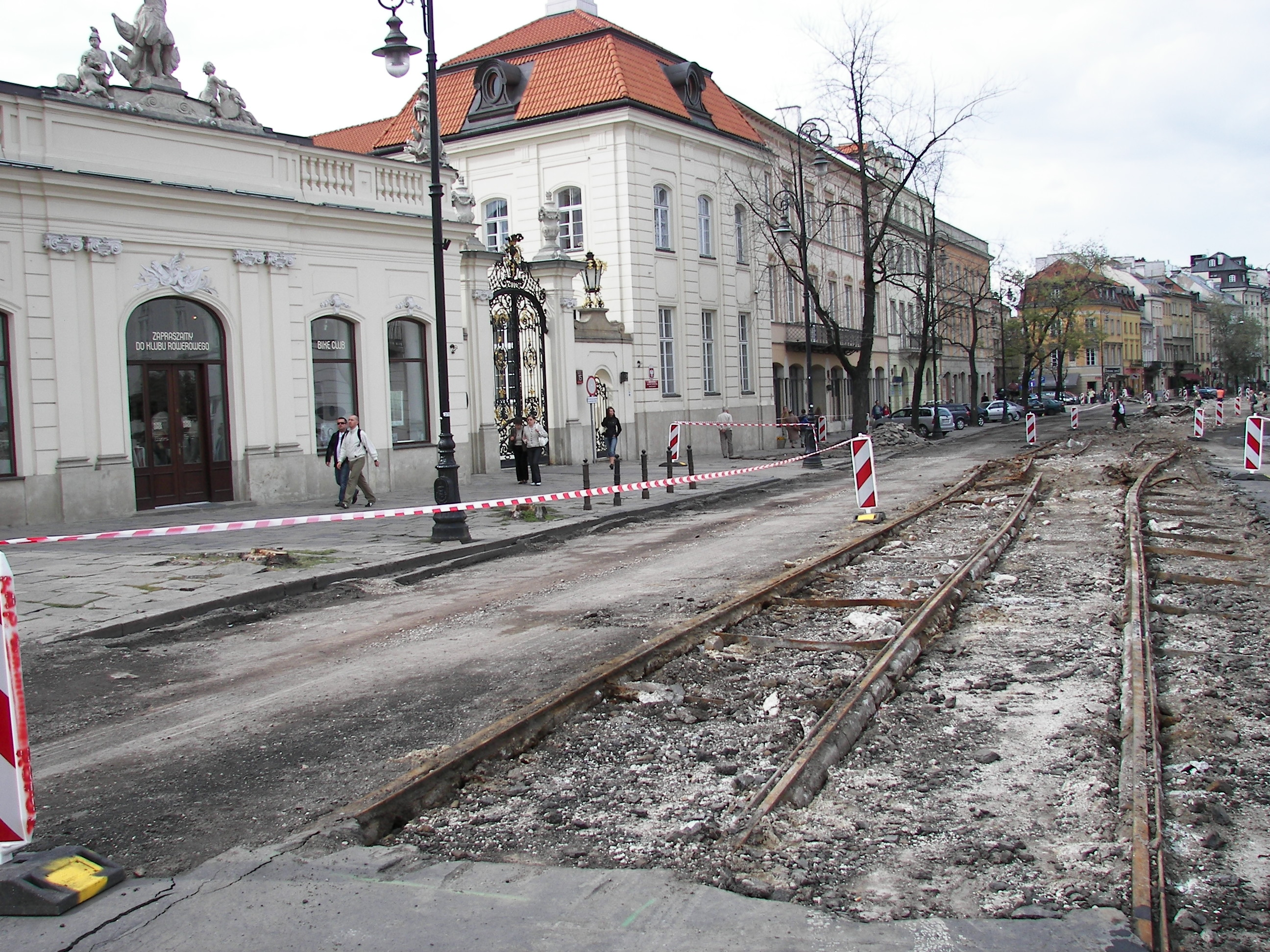
Przedwojenne tory tramwajowe na Krakowskim Przedmieściu, wydobyte spod asfaltu w czasie remontu w 2007 i zdemontowane

Od 16 czerwca 2007 w związku z rozpoczęciem generalnego remontu torowiska zmieniła się organizacja ruchu tramwajowego w rejonie mostu Poniatowskiego i Alej Jerozolimskich. Utrudnienia z tym związane trwały do 1 października 2007. Remont był elementem projektu modernizacji trasy tramwajowej od pętli Banacha do pętli Gocławek, współfinansowanej ze środków Unii Europejskiej.
W dniu 26 marca 2008 tramwaje elektryczne obchodziły stulecie istnienia. W tym samym roku rozpoczęto modernizację trasy tramwajowej od pętli Cm. Wolski do Dworca Wileńskiego. W ramach prac wykonany m.in. został pierwszy odcinek torowiska z dopuszczonym ruchem liniowym autobusów (od placu Bankowego do ul. Jagiellońskiej). W ramach tych prac, w 2008 r., zamknięty był dla ruchu tramwajowego fragment ul. Wolskiej, natomiast w 2009 w związku z licznymi pracami na trasie W-Z przez dłuższy czas tramwaje nie kursowały na odcinku od placu Bankowego do Dworca Wileńskiego, a także czasowo na pobliskich odcinkach, w tym na trasach prostopadłych (ulice Marszałkowska – Andersa, aleja Jana Pawła II, ulica Okopowa–Towarowa), gdzie również wymiennie prowadzone były remonty. W sierpniu 2010 ogłoszono przetarg na zaprojektowanie i budowę łącznika w ciągu ulicy Powstańców Śląskich od ul. Górczewskiej do Radiowej. Łącznik ten, liczący 1,5 km i przebiegający od przystanku Bemowo-Ratusz (obecnie Metro Bemowo) do przystanku Radiowa, został otwarty 14 lutego 2015.
Na początku XXI wieku w fazie projektowania znajdował się nowy odcinek trasy tramwajowej na Tarchominie wzdłuż ulic Projektowanej i Światowida; odcinek na Trasie Mostu Północnego został zbudowany w ramach przetargu prowadzonego przez Zarząd Miejskich Inwestycji Drogowych w Warszawie, jako jeden z elementów trasy mostowej. W dniu 21 stycznia 2013 nastąpiło otwarcie pierwszego etapu trasy tramwajowej na Tarchomin. Uruchomiono obsługiwaną dwukierunkowymi tramwajami SWING Duo linię numer 2, kursującą między krańcami Metro Młociny i Stare Świdry. W dniu 24 grudnia 2014 przedłużono linię od przystanku Stare Świdry do pętli Tarchomin Kościelny, gdzie początkowo dojeżdżała tylko linia numer 2, następnie skierowano tam również linię numer 17 (przeniesiono pętlę z Metra Młociny). W dniu 27 lutego 2017 r. otwarto kolejne przedłużenie linii 2 na Tarchominie o 1,5 km do przystanku Nowodwory. Ze względu na brak pętli trasa obsługiwana była wagonami dwukierunkowymi Pesa Jazz.
W 2019 na terenie zajezdni Mokotów otwarto Izbę Tradycji Tramwajów Warszawskich. 5 maja 2020 podpisano umowę na projekt i budowę linii tramwajowej wzdłuż ulicy Gagarina wraz z kolektorem kanalizacyjnym Mokotowskim Bis pod jezdnią ulicy. 
4 września 2021 roku linię na Białołęce wydłużono o 1,3 km od krańca Nowodwory wzdłuż ulicy Światowida do pętli Winnica, położonej po wschodniej stronie skrzyżowania z ulicą Dionizosa. Skierowano tam linie 2 i 17. Nowa pętla została przystosowana do obsługi także pojazdów jednostronnych. W 2021 roku na 60% skrzyżowań, przez które przejeżdżały tramwaje, działała tzw. zielona fala (system wykrywa nadjeżdżający tramwaj i przełącza sygnalizację na skrzyżowaniu tak, aby nie czekał na zmianę świateł). Planowane było dalsze zwiększanie ilości skrzyżowań z tzw. zieloną falą.
29 marca 2022 podpisano umowę na budowę linii tramwajowej do Wilanowa, obejmującą odbudowę torowiska wzdłuż ulic Goworka i Spacerowej oraz budowę nowej linii wzdłuż ulic Belwederskiej, Sobieskiego i al. Rzeczypospolitej wraz z odgałęzieniem wzdłuż ulicy św. Bonifacego na Stegnach, a także połączenie trasy z budowaną w ramach oddzielnego kontraktu linią wzdłuż ulicy Gagarina. Budowana była również nowa zajezdnia tramwajowa na Annopolu, która miała obsługiwać m.in. nowe tramwaje marki Hyundai. Tramwaje Warszawskie planowały kolejne inwestycje m.in. do Dworca Zachodniego, wzdłuż ulic Rakowieckiej i Bitwy Warszawskiej 1920 roku, na Gocław, wzdłuż ulicy Modlińskiej oraz tzw. trasę na Zieloną Białołękę, jednak z powodu braku pieniędzy zostały one odłożone w czasie.
W październiku 2023 roku podpisano umowę na budowę linii tramwajowej wzdłuż ulicy Rakowieckiej na odcinku pomiędzy ulicą Puławską a aleją Niepodległości o długości ok. 1 km. W lutym 2024 roku podpisano umowę na budowę linii tramwajowej wzdłuż ulicy Bitwy Warszawskiej 1920 r. do dworca Warszawa Zachodnia o długości ok. 1,6 km.
5 marca 2024 roku została oddana do użytku nowo wybudowana trasa tramwajowa wzdłuż ulicy Kasprzaka na odcinku pomiędzy ulicami Skierniewicką i Wolską, wraz z umieszczoną w wykopie tramwajową częścią przebudowanego wolskiego węzła komunikacyjnego znajdującego się u zbiegu ulic Kasprzaka, Wolskiej i Redutowej. Natomiast 25 marca zostało oddane do użytku zmodernizowane torowisko wzdłuż ulicy Wolskiej na odcinku pomiędzy ulicami Elekcyjną i Kasprzaka, które zostało przeniesione z północnej strony drogi na pas rozdzielający jezdnie.
14 maja 2024 roku został oddany do użytku nowy odcinek linii tramwajowej o długości ok. 2 km od ulicy Puławskiej, wzdłuż ulic Goworka, Spacerowej i Gagarina do krańca Sielce. Był to pierwszy udostępniony do ruchu odcinek w ramach budowanej trasy do Wilanowa. 
29 października 2024 roku oddano do użytku kolejną, najdłuższą część trasy do Wilanowa od ulicy Spacerowej, wzdłuż ulic Belwederskiej, Jana III Sobieskiego i alei Rzeczypospolitej do Miasteczka Wilanów. Tego samego dnia rozpoczęła się też eksploatacja zajezdni R-5 Annopol.
28 czerwca 2025 roku został oddany do użytku odcinek linii tramwajowej wzdłuż ulicy Świętego Bonifacego do pętli tramwajowej Stegny, stanowiący odnogę trasy do Wilanowa.

## Pętle i krańce
Zestawienie zawiera istniejące pętle oraz rozjazdy, na których tramwaje dwukierunkowe mogą zmieniać kierunek jazdy.
| Nazwa                       | Lokalizacja                                                 | Typ                                | Linie                                   | Schemat                                                                                              | Zdjęcie | Liczba torów postojowych |
| --------------------------- | ----------------------------------------------------------- | ---------------------------------- | --------------------------------------- | --- | ------- | ------------------------ |
| Aleja Zieleniecka           | al. Zieleniecka / ul. Zamoyskiego                           | Pętla                              | brak                                    | Schemat rozmieszczenia przystanków w zespole przystankowym „Aleja Zieleniecka”.                      |         | 2                        |
| Annopol                     | ul. Annopol / ul. Bałtycka                                  | Pętla                              | 1, 3, 25                                | Schemat rozmieszczenia przystanków w zespołach przystankowych „Annopol” i „Toruńska”.                |         | 4                        |
| Banacha                     | ul. Banacha / ul. Pawińskiego                               | Pętla                              | 1, 14, 25                               | Schemat rozmieszczenia przystanków w zespole przystankowym „Banacha”.                                |         | 3 + 1 tor odstawczy      |
| Boernerowo                  | ul. Kaliskiego / ul. Westerplatte                           | Pętla                              | 20                                      | Schemat rozmieszczenia przystanków w zespole przystankowym „Boernerowo”.                             |         | 1                        |
| Cmentarz Wolski             | ul. Fort Wola / ul. Wolska                                  | Pętla                              | 11, 13, 27                              | Schemat rozmieszczenia przystanków w zespołach przystankowych „Cmentarz Wolski” i „Fort Wola”.       |         | 3                        |
| Czynszowa                   | ul. Czynszowa / ul. Równa                                   | Kryterium uliczne                  | 23                                      | Schemat rozmieszczenia przystanków w zespole przystankowym „Czynszowa”.                              |         | 2                        |
| Dworzec Wschodni (Kijowska) | ul. Kijowska / al. Tysiąclecia                              | Pętla                              | 28                                      | Schemat rozmieszczenia przystanków w zespole przystankowym „Dworzec Wschodni (Kijowska)”.            |         | 1                        |
| Gocławek                    | ul. Grochowska / ul. Olszynki Grochowskiej                  | Pętla                              | 3, 6, 9, 24                             | Schemat rozmieszczenia przystanków w zespole przystankowym „Gocławek”.                               |         | 3                        |
| Kawęczyńska-Bazylika        | ul. Kawęczyńska / ul. Otwocka                               | Pętla                              | 7, 13                                   | Schemat rozmieszczenia przystanków w zespole przystankowym „Kawęczyńska-Bazylika”.                   |         | 2                        |
| Kielecka                    | ul. Rakowiecka / ul. Łowicka                                | Pętla                              | 33                                      | Schemat rozmieszczenia przystanków w zespołach przystankowych „Kielecka” i „Rakowiecka-Sanktuarium”. |         | 1                        |
| Koło                        | ul. Dywizjonu 303 / ul. Księcia Janusza                     | Pętla                              | brak                                    | Schemat rozmieszczenia przystanków w zespole przystankowym „Koło”.                                   |         | 3                        |
| Marymont-Potok              | ul. Mickiewicza / ul. Potocka                               | Pętla                              | 15                                      | Schemat rozmieszczenia przystanków w zespole przystankowym „Marymont-Potok”.                         |         | 2                        |
| Metro Marymont              | ul. Słowackiego / ul. Gdańska                               | Pętla                              | 17 (kursy skrócone), 27                 | Schemat rozmieszczenia przystanków w zespole przystankowym „Metro Marymont”.                         |         | 3                        |
| Metro Młociny               | al. gen. Marii Wittek / ul. Zgrupowania AK '' KAMPINOS ''   | Pętla                              | 2, 6, 26, 33                            | |         | 6                        |
| Metro Wierzbno              | ul. Woronicza / ul. Wielicka                                | Rozjazd                            | 31                                      | Schemat rozmieszczenia przystanków w zespołach przystankowych „Metro Wierzbno” i „Wielicka”.         |         | 1                        |
| Metro Wilanowska            | ul. Puławska / al. Niepodległości                           | Pętla                              | brak                                    | Schemat rozmieszczenia przystanków w zespole przystankowym „Metro Wilanowska”.                       |         | 2                        |
| Miasteczko Wilanów          | al. Rzeczypospolitej / ul. Branickiego                      | Terminal krańcowy Terminal czołowy | 14, 16                                  | |         | 3                        |
| Muranowska                  | ul. Stawki / ul. Lewartowskiego                             | Rozjazd                            | 16 (kursy skrócone)                     | |         | brak                     |
| Nowe Bemowo                 | ul. Powstańców Śląskich / ul. Oławska                       | Pętla                              | 11 (kursy wydłużone), 19, 23, 24        | Schemat rozmieszczenia przystanków w zespole przystankowym „Nowe Bemowo”.                            |         | 3                        |
| Osiedle Górczewska          | ul. Górczewska / ul. Doroszewskiego                         | Pętla                              | 10, 28                                  | Schemat rozmieszczenia przystanków w zespole przystankowym „Osiedle Górczewska”.                     |         | 5                        |
| P+R Aleja Krakowska         | al. Krakowska / ul. Malownicza                              | Pętla                              | 7, 9, 15                                | Schemat rozmieszczenia przystanków w zespole przystankowym „P+R Aleja Krakowska”.                    |         | 3                        |
| Piaski                      | ul. Galla Anonima / ul. Broniewskiego                       | Pętla                              | 16, 22, 33 (kursy skrócone)             | Schemat rozmieszczenia przystanków w zespole przystankowym „Piaski”.                                 |         | 2                        |
| PKP Służewiec               | ul. Marynarska / ul. Suwak                                  | Pętla                              | 17, 18, 31                              | Schemat rozmieszczenia przystanków w zespole przystankowym „PKP Służewiec”.                          |         | 3                        |
| Plac Narutowicza            | ul. Grójecka / ul. Filtrowa / ul. Uniwersytecka             | Pętla                              | 1 (kursy skrócone), 36, 14              | Schemat rozmieszczenia przystanków w zespole przystankowym „Plac Narutowicza”.                       |         | 4                        |
| Plac Starynkiewicza         | ul. Lindleya / ul. Nowogrodzka                              | Pętla                              | brak                                    | Schemat rozmieszczenia przystanków w zespole przystankowym „Plac Starynkiewicza”.                    |         | 2                        |
| Rondo Żaba                  | ul. 11 Listopada / ul. Starzyńskiego                        | Kryterium uliczne                  | brak                                    | |         | 1                        |
| Sielce                      | ul. Gagarina / ul. Czerniakowska / al. Polski Walczącej     | Terminal krańcowy                  | 11                                      | Schemat rozmieszczenia przystanków w zespole przystankowym „Sielce”.                                 |         | 2                        |
| Stegny                      | ul. Świętego Bonifacego / ul. Korsykańska                   | Pętla                              | 19                                      | Schemat rozmieszczenia przystanków w zespole przystankowym „Stegny”.                                 |         | 2                        |
| Ratuszowa-ZOO               | ul. Jagiellońska / ul. Ratuszowa                            | Pętla                              | brak                                    | Schemat rozmieszczenia przystanków w zespole przystankowym „Ratuszowa-Zoo”.                          |         | 2                        |
| Rondo Daszyńskiego          | ul. Prosta / ul. Towarowa                                   | Rozjazd                            | brak                                    | Schemat rozmieszczenia przystanków w zespole przystankowym „Rondo Daszyńskiego”.                     |         | brak                     |
| Tarchomin Kościelny         | ul. Światowida / ul. Mehoffera                              | Pętla                              | 2 (kursy skrócone), 17 (kursy skrócone) | Schemat rozmieszczenia przystanków w zespołach przystankowych „Tarchomin Kościelny” i „Mehoffera”.   |         | 2                        |
| Twardowska                  | ul. Marymoncka / ul. Twardowska                             | Pętla                              | brak                                    | Schemat rozmieszczenia przystanków w zespole przystankowym „Twardowska”.                             |         | 1                        |
| Wiatraczna                  | ul. Grochowska / al. Stanów Zjednoczonych / al. Waszyngtona | Pętla                              | 9 (kursy skrócone), 22, 26              | Schemat rozmieszczenia przystanków w zespole przystankowym „Wiatraczna”.                             |         | 4                        |
| Winnica                     | ul. Światowida / ul. Dionizosa                              | Pętla i terminal czołowy           | 2, 17                                   | Schemat rozmieszczenia przystanków w zespole przystankowym „Winnica”.                                |         | 1 przelotowy 2 odstawcze |
| Woronicza                   | ul. Woronicza / ul. Marzanny                                | Pętla                              | brak                                    | Schemat rozmieszczenia przystanków w zespole przystankowym „Woronicza”.                              |         | 1                        |
| Wyścigi                     | ul. Puławska / ul. Rzymowskiego                             | Pętla                              | 4, 10                                   | Schemat rozmieszczenia przystanków w zespole przystankowym „Wyścigi”.                                |         | 3                        |
| Żerań FSO                   | ul. Modlińska / ul. Toruńska                                | Pętla                              | 18, 20                                  | Schemat rozmieszczenia przystanków w zespołach przystankowych „Żerań FSO” i „EC Żerań”.              |         | 3                        |
| Żerań Wschodni              | ul. Annopol / ul. Daniszewska                               | Pętla                              | 1(kursy wydłużone), 4                   | Schemat rozmieszczenia przystanków w zespole przystankowym „Żerań Wschodni”.                         |         | 3                        |

Większość tras przystosowana jest do obsługi taboru jednokierunkowego, umożliwiając tramwajom zawracanie za pomocą pętli. Wyjątkiem jest otwarta w 2024 roku linia do Miasteczka Wilanów, wraz z odnogą do krańca Sielce na ul. Gagarina. Kursujące tam linie 11, 14 i 16 obsługiwane są wyłącznie przez tramwaje dwukierunkowe.
Do 23 grudnia 2014 roku jedynym przystosowanym do obsługi wyłącznie tramwajów dwukierunkowych był kraniec Stare Świdry – zastosowane zostały tam rozjazdy nakładkowe. Po wydłużeniu trasy tramwajowej do pętli Tarchomin Kościelny rozjazd został zdemontowany. W kolejnych latach, wraz ze wzrostem udziału taboru dwukierunkowego, na sieci zaczęto instalować stałe rozjazdy między torami. Znajdują się one na ulicy Prostej (kraniec Rondo Daszyńskiego), na ulicy Woronicza (kraniec Metro Wierzbno), na ulicy Stawki (kraniec Muranowska) oraz na ulicy Sobieskiego za skrzyżowaniem z ulicą św. Bonifacego w kierunku Wilanowa (używany w sytuacjach awaryjnych). Oprócz tego rozjazdy nakładkowe są regularnie wykorzystywane przy okazji remontów i wyłączeń fragmentów sieci tramwajowej z ruchu lub rozbudowy sieci – na ulicy Światowida (kraniec Nowodwory) oraz na ulicy Marynarskiej (kraniec Domaniewska).
Za pętle mogą posłużyć także zajezdnie, na terenie których tramwaj zawraca bez zatrzymania się (pierwszy i ostatni przystanek ma przed zajezdnią). Takie rozwiązanie było stosowane na przykład przy budowie Trasy Mostu Północnego, kiedy to linia nr 5 zawracała na terenie zajezdni Żoliborz.

## Tabor

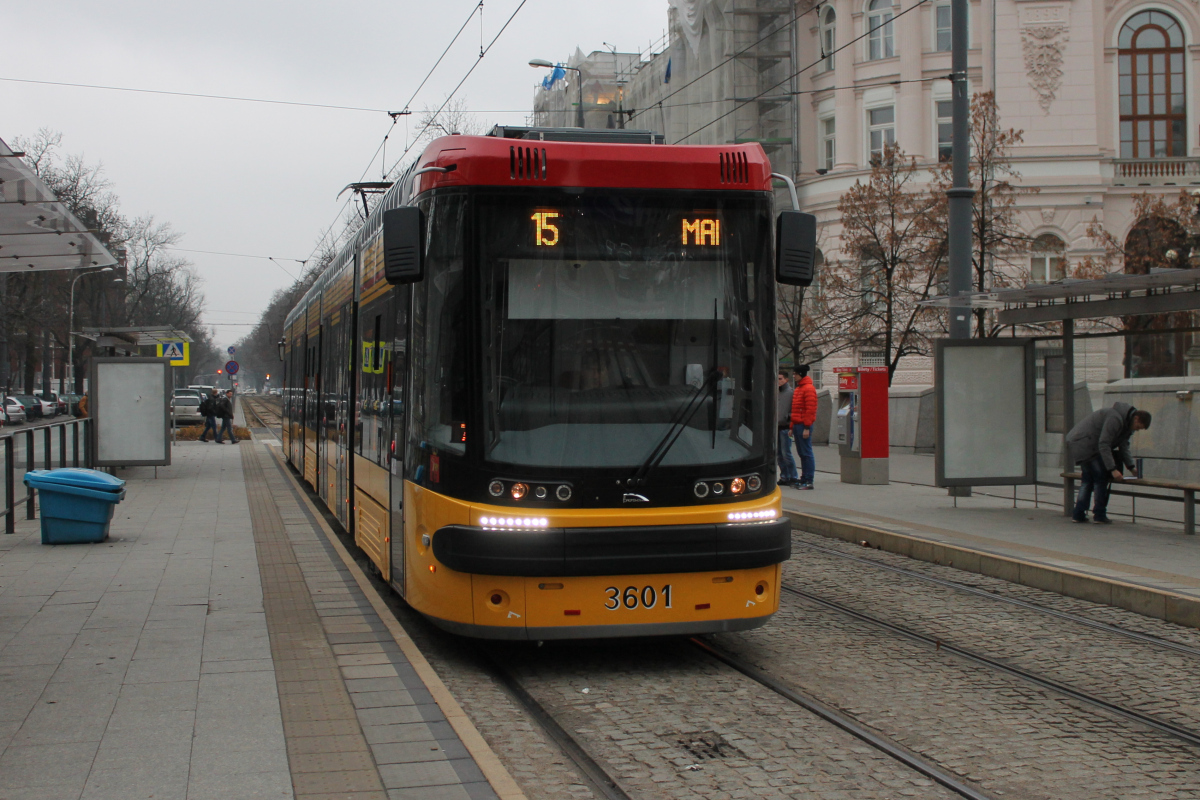
Pesa Jazz Duo wjeżdża na przystanek Plac Politechniki

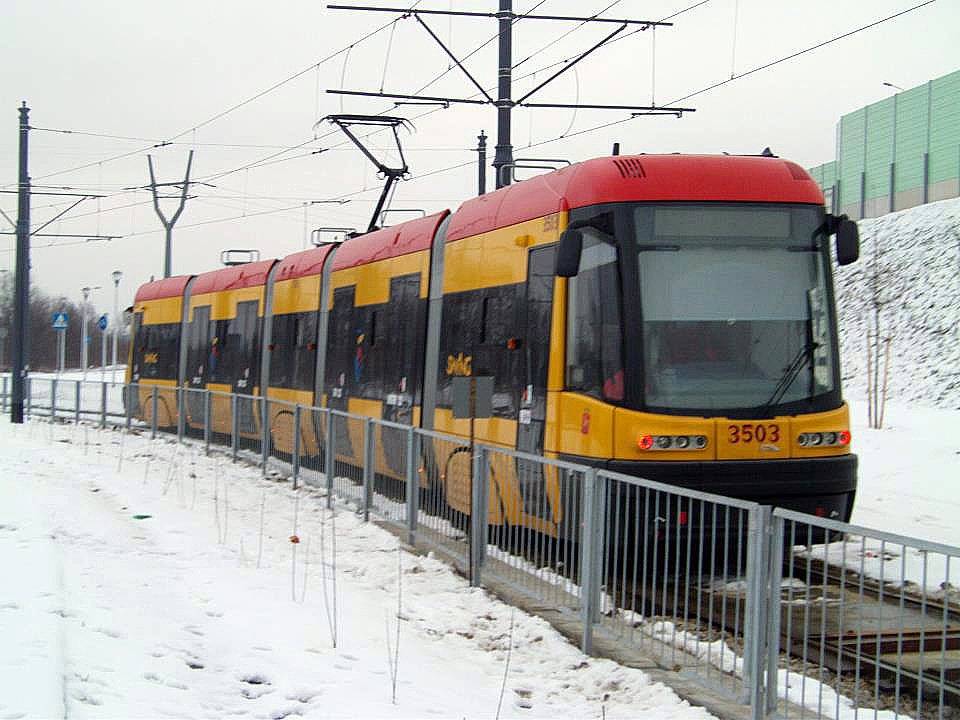
Pesa Swing Duo na linii 2

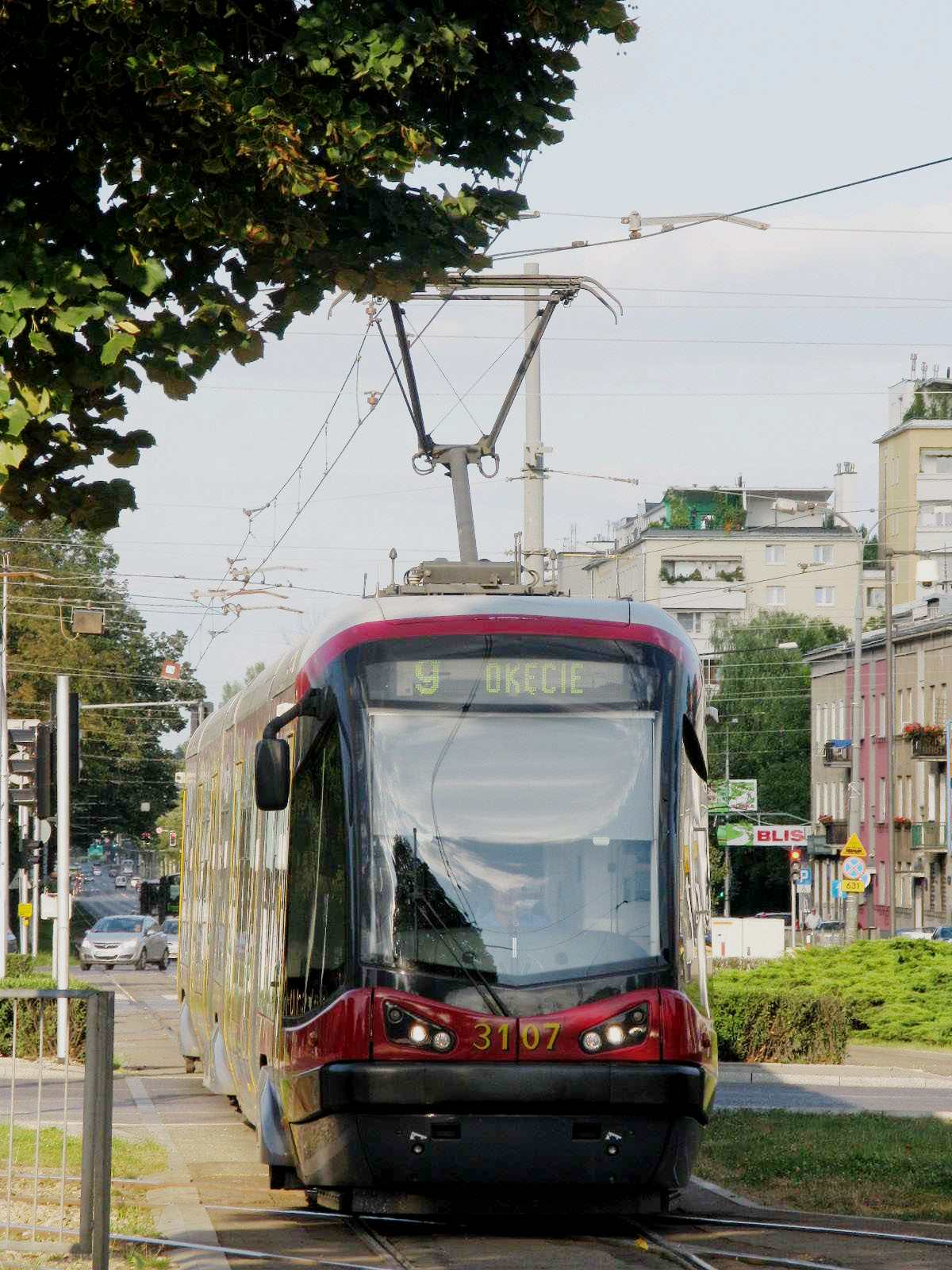
Pesa 120N na linii 9 w trasie na Okęcie

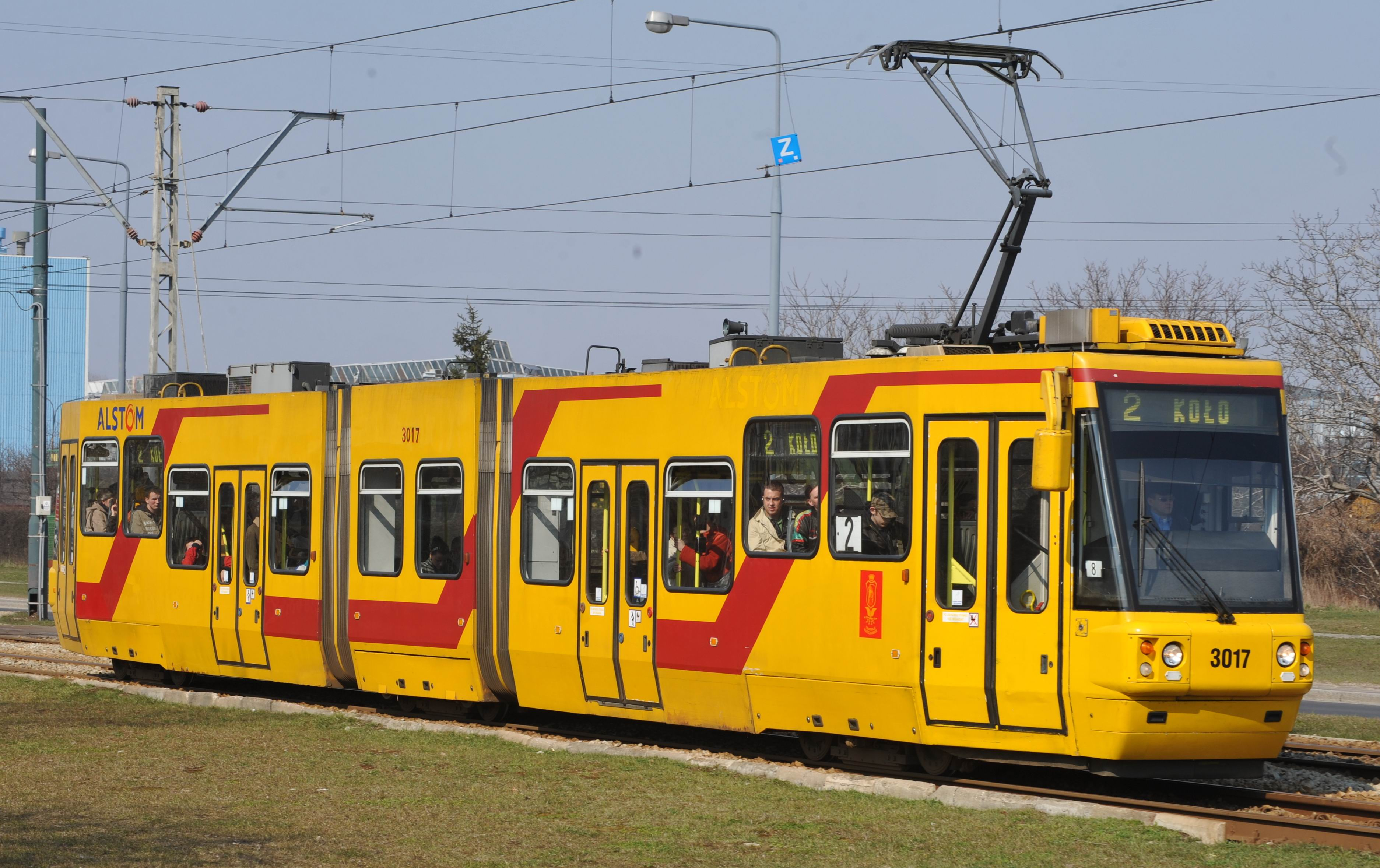
Konstal 116Na/1 na linii 2 mija pętlę Annopol. Był to jeden z pierwszych niskopodłogowych tramwajów w Warszawie

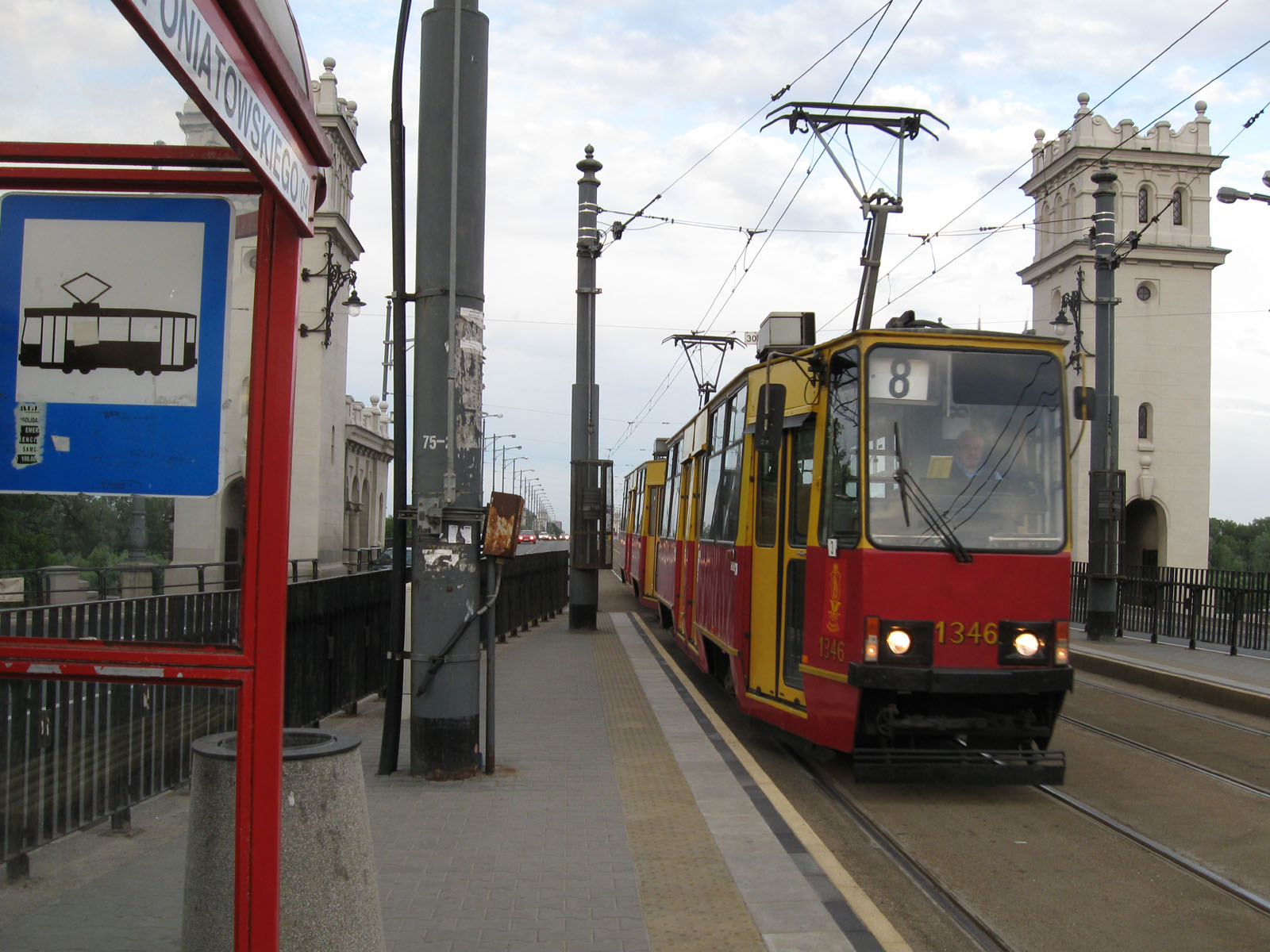
Konstal 105Na za Mostem Poniatowskiego

### Tramwaje niskopodłogowe[66]
| Ilustracja                                          | Typ                                                 | Producent                                           | Eksploatacja w Warszawie od                         | Niska podłoga                                       | Liczba wagonów |
| --------------------------------------------------- | --------------------------------------------------- | --------------------------------------------------- | --------------------------------------------------- | --------------------------------------------------- | -------------- |
|                                                     | 142N                                                | Hyundai Rotem                                       | 2023                                                | 100%                                                | 20             |
|                                                     | 141N                                                | Hyundai Rotem                                       | 2022                                                | 100%                                                | 18             |
|                                                     | 140N                                                | Hyundai Rotem                                       | 2021                                                | 100%                                                | 85             |
|                                                     | 134N                                                | Pesa                                                | 2015                                                | 100%                                                | 30             |
|                                                     | 128N                                                | Pesa                                                | 2014                                                | 100%                                                | 50             |
|                                                     | 120Na Duo                                           | Pesa                                                | 2012                                                | 100%                                                | 6              |
|                                                     | 120Na                                               | Pesa                                                | 2010                                                | 100%                                                | 180            |
|                                                     | 120N                                                | Pesa                                                | 2007                                                | 100%                                                | 15             |
|                                                     | 116Na/3                                             | Konstal                                             | 2018 (rok modernizacji)                             | 61%                                                 | 2              |
|                                                     | 116Na/1                                             | Konstal                                             | 1999                                                | 61%                                                 | 25             |
|                                                     | 116Na                                               | Konstal                                             | 1999                                                | 61%                                                 | 2              |
|                                                     | 112N                                                | Konstal                                             | 1996                                                | 24%                                                 | 1              |
| Razem:                                              | Razem:                                              | Razem:                                              | Razem:                                              | Razem:                                              | 434            |
| Udział składów niskowejściowych i niskopodłogowych: | Udział składów niskowejściowych i niskopodłogowych: | Udział składów niskowejściowych i niskopodłogowych: | Udział składów niskowejściowych i niskopodłogowych: | Udział składów niskowejściowych i niskopodłogowych: | 71,2%          |

### Tramwaje wysokopodłogowe[66]
| Ilustracja | Typ         | Producent | Eksploatacja w Warszawie od | Liczba wagonów | Liczba składów     |
| ---------- | ----------- | --------- | --------------------------- | -------------- | ------------------ |
|            | 123N        | HCP       | 2007                        | 30             | 15                 |
|            | 105N2k/2000 | Konstal   | 2001                        | 62             | 31                 |
|            | 105N2k      | Konstal   | 1995–2001                   | 43             | 20 + 3 odstawione  |
|            | 105Nm       | Konstal   | 1996–1997                   | 14             | 7                  |
|            | 105Nf       | Konstal   | 1994                        | 44             | 22                 |
|            | 105Nb/e     | Konstal   | 1994                        | 4              | 2                  |
|            | 105Ne       | Konstal   | 1993–1994                   | 18             | 9                  |
|            | 105Ng       | Konstal   | 1993                        | 2              | 1                  |
|            | 105Nb       | Konstal   | 1992–1993                   | 4              | 2                  |
|            | 105Ni       | Konstal   | 1992                        | 28             | 14                 |
|            | 105Na       | Konstal   | 1984                        | 93             | 46 + 1 odstawiony  |
| Razem:     | Razem:      | Razem:    | Razem:                      | 342            | 169 + 4 odstawione |

### Tramwaje zabytkowe[77][78]
| Ilustracja | Typ   | Producent                                   | Rok produkcji | Numery inwentarzowe | Uwagi |
| ---------- | ----- | ------------------------------------------- | ------------- | ------------------- | --- |
|            | A     | Falkenried                                  | 1906          | 43                  | |
|            | C     | Lilpop, Rau i Loewenstein                   | 1925          | 257                 | |
|            | Lw    | Linke-Hoffman Werke                         | 1925          | 541                 | |
|            | W     | Warsztaty Główne (Zakład Naprawy Tramwajów) | 1928          | 2204                | |
|            | K     | Gdańska Fabryka Wagonów                     | 1940          | 403-1               | |
|            | K     | Wspólnota Interesów Katowice                | 1940          | 445                 | |
|            | K     | Wspólnota Interesów Katowice                | 1940          | 446                 | |
|            | K     | Gdańska Fabryka Wagonów                     | 1940          | 2400                | Oficjalnie wagon historyczny, jednak nadal używany jako gospodarczy. |
|            | K     | Gdańska Fabryka Wagonów                     | 1940          | 3909                | Dawny gospodarczy o nr S-9, ma zostać przywrócony do stanu, w jakim wagony tego typu kursowały w Berlinie.                                                                                 |
|            | N     | Konstal                                     | 1949          | 607                 | |
|            | N     | Konstal                                     | 1953          | 716                 | |
|            | N     | Konstal                                     | 1951          | 734                 | |
|            | N     | Konstal                                     | 1955          | 775                 | W styczniu 2011 r. sprowadzony z Bielska-Białej, oczekuje na remont. |
|            | 4NJ   | Konstal                                     | 1957          | 838                 | |
|            | 4N1   | Konstal                                     | 1961          | 873                 | |
|            | ND    | Sanowag                                     | 1951          | 1620                | |
|            | ND    | Konstal                                     | 1955          | 1727                | W trakcie remontu. |
|            | 4ND   | Konstal                                     | 1961          | 1811                | |
|            | 4EGTW | Credé                                       | 1956          | 205                 | Oczekuje na remont. |
|            | 13N   | Konstal                                     | 1959          | 503                 | |
|            | 13N   | Konstal                                     | 1962          | 23                  | Wagon wieżowy, wyposażony również w silnik spalinowy (z autobusu Ikarus 280) do poruszania się na odcinkach bez sieci trakcyjnej. Jako historyczny oficjalnie od 2014. Oczekuje na remont. |
|            | 13N   | Konstal                                     | 1967          | 407                 | |
|            | 13NS  | Konstal                                     | 1968          | 534                 | Oczekuje na remont. |
|            | 13N   | Konstal                                     | 1968          | 535                 | Dawny 13NSD, w latach 1996–2018 nr 588. Oczekuje na remont. |
|            | 13N   | Konstal                                     | 1968          | 642                 | |
|            | 13N   | Konstal                                     | 1969          | 795                 | |
|            | 13N   | Konstal                                     | 1969          | 821+818             | |
|            | 102N  | Konstal                                     | 1969          | 5                   | |
|            | 102Na | Konstal                                     | 1971          | 42                  | Oczekuje na remont. |
|            | 105Na | Konstal                                     | 1975          | 1000                | |
|            | 105Na | Konstal                                     | 1975          | 1001                | |
|            | 105Na | Konstal                                     | 1990          | 1006                | Wagon promocyjny |
|            | 105Na | Konstal                                     | 1988          | 1252+1251           | Skład przywrócony do stanu z lat 80., nadal jednak eksploatowany na zwykłych liniach. |

### Tramwaje wycofane z eksploatacji[86]
| Ilustracja       | Typ      | Producent | Lata produkcji  | Lata eksploatacji liniowej w Warszawie | Numery taborowe       | Uwagi |
| ---------------- | -------- | --- | --------------- | -------------------------------------- | --------------------- | --- |
| wagony silnikowe |          | |                 |                                        |                       | |
|                  | A        | Falkenried (1-12, 14-112, 114-132, 203, 204) MAN (133-202)                                                                      | 1906-1912       | 1908-1958                              | 1-12, 14-112, 114-204 | |
|                  | B        | Falkenried | 1914            | 1914-1953                              | 205-212, 214-240      | |
|                  | C        | Lilpop, Rau i Loewenstein | 1925            | 1925-1956                              | 241-270               | |
|                  | D        | Zieleniewski | 1925-1926       | 1925-1966                              | 271-310               | |
|                  | E        | Lilpop, Rau i Loewenstein | 1928            | 1928-1955                              | 311, 312, 314-321     | |
|                  | F        | Gdańska Fabryka Wagonów (322-347) Lilpop, Rau i Loewenstein (348-370)                                                           | 1929-1930       | 1929-1968                              | 322-370               | |
|                  | G        | Scemia | 1932            | 1933-1944                              | 371                   | |
|                  | H        | Wspólnota Interesów Katowice | 1936-1937       | 1936-1968                              | 372-390               | |
|                  | J        | Wspólnota Interesów Katowice | 1938            | 1938-1968                              | 391-402               | |
|                  | ?        | Zakład Budowy Maszyn Mytishchi                                                                                                  | 1911-1913       | 1943-1944                              | 1-6                   | Dwa wagony silnikowe ściągnięte w 1943 r. przez Niemców z Pskowa z przeznaczeniem do obsługi linii dla pracowników Ostbahnu. Posiadały malowanie kremowo-zielone. Losy wagonów po wybuchu Powstania Warszawskiego są nieznane.                             |
|                  | H        | Zakład Budowy Maszyn Mytishchi/UKWZ                                                                                             | 1930-1934       | 1943-1944                              | 1-6                   | Cztery wagony silnikowe ściągnięte w 1943 r. przez Niemców z Pskowa z przeznaczeniem do obsługi linii dla pracowników Ostbahnu. Posiadały malowanie kremowo-zielone. Po wojnie jeden z nich przebudowano na doczepny typu M, losy pozostałych są nieznane. |
|                  | K        | Gdańska Fabryka Wagonów (403-420) Wspólnota Interesów Katowice (421-453)                                                        | 1940            | 1946-1975                              | 403-453               | Do 1945 roku wagony kursowały w Berlinie. |
|                  | L        | Falkenried | 1901            | 1946-1955                              | 500-525               | Sprowadzone z Wrocławia. Wagon nr 500 to był wagon-żłobek, kursował w latach 1949–1958. |
|                  | Lw       | Linke-Hoffman Werke | 1925-1929       | 1949-1968                              | 526-540               | Sprowadzone z Wrocławia. Obecny wagon zabytkowy o nr 541 nigdy nie kursował liniowo w Warszawie, w latach 90. został sprowadzony z Wrocławia i nadano mu nr 541.                                                                                           |
|                  | N        | Konstal | 1949-1956       | 1949-1969                              | 601-816, 818-822      | |
|                  | 4N       | Konstal | 1956-1961       | 1956-1969                              | 817, 823-837, 839-878 | |
|                  | 4Nj      | Konstal | 1957            | 1957-1966                              | 838                   | |
|                  | PN       | Zakład Naprawy Tramwajów | 1962-1963       | 1962-1970                              | 0-601 – 0-611         | Zbudowane na bazie wagonów N i ND. |
|                  | Tatra T1 | ČKD | 1955            | 1956-1968                              | 501, 502              | |
|                  | 13N      | Konstal | 1959-1969       | 1961-2012                              | 1-500, 503-840        | [ 92 ] |
|                  | 105N     | Konstal | 1975-1976       | 1975-1993                              | 1000-1099             | W latach 1982–1993 większość wagonów przebudowano na 105Na. |
| wagony doczepne  |          | |                 |                                        |                       | |
|                  | P1       | ? | 1923-1924       | 1923-1936                              | ?                     | Przebudowane z wagonów konnych, powstało 13 sztuk. |
|                  | P2       | Györ | 1908            | 1908-1932                              | 1003-1007             | Przebudowane z wagonów konnych. |
|                  | P3       | Györ | 1908            | 1908-?                                 | 1001, 1002, 1008-1010 | Przebudowane z wagonów konnych. |
|                  | P4       | Falkenried | 1908            | 1908-1952/1956                         | 1011, 1012, 1014-1021 | |
|                  | P5       | Györ | 1908-1909       | 1908-1950                              | 1022-1040             | Przebudowane z wagonów konnych. |
|                  | P6       | Falkenried (1041-1064) MAN (1065-1080)                                                                                          | 1909, 1913      | 1909-1955/1957                         | 1041-1080             | |
|                  | P7       | Gostyński | 1922-1923       | 1922-1950                              | 1081-1100             | |
|                  | P8       | Breda | 1924            | 1924-1952/1956                         | 1101-1112, 1114-1116  | |
|                  | P9       | Ateliers Metalurgiques Nivelles (1117-1131) Usines Ragheno Malines (1132-1146)                                                  | 1924-1925       | 1924-1952/1956                         | 1117-1146             | |
|                  | P10      | Zakłady Ostrowieckie (1147-1206) Zieleniewski (1207-1212, 1214-1237)                                                            | 1926            | 1926-1962                              | 1147-1212, 1214-1237  | |
|                  | P11      | Gdańska Fabryka Wagonów | 1928            | 1928-1966                              | 1238-1243             | |
|                  | P12      | Zieleniewski | 1929            | 1929-1955                              | 1244-1257             | |
|                  | P13      | Warsztaty Główne (Zakład Naprawy Tramwajów)                                                                                     | 1929            | 1929-1942/1944                         | 1258                  | |
|                  | P14      | Lilpop, Rau i Loewenstein | 1929-1930       | 1929-1968                              | 1259-1298             | |
|                  | P15      | Gdańska Fabryka Wagonów (1299-1303, 1339-1366) Lilpop, Rau i Loewenstein (1304-1308) Wspólnota Interesów Katowice (1309-1338)   | 1932-1940       | 1932-1975                              | 1299-1366             | |
|                  | P16      | Carl Weyer | 1911            | 1941-1950                              | 1601-1619             | Sprowadzone z Düsseldorfu. |
|                  | P17(I)   | Warsztaty Główne (Zakład Naprawy Tramwajów)                                                                                     | 1943-1944       | 1943-1944                              | 1700-170x             | Przebudowane z nadwozi autobusów marek Zawrat i Chevrolet. |
|                  | P17(II)  | Linke-Hoffman Werke | ?               | 1946-1956                              | 1401-1435             | Sprowadzone z Wrocławia. Tramwaje z tej grupy to w rzeczywistości były cztery różne rodzaje wagonów, oznaczone wspólnym typem. |
|                  | P18      | Lowa | 1950-1951       | 1951-1954                              | 1800-1815             | |
|                  | M        | Zakład Budowy Maszyn Mytishchi/UKWZ                                                                                             | ?               | 1943-ok.1950                           | 1081                  | Jedyny ocalały po wojnie spośród czterech wagonów doczepnych ściągniętych w 1943 r. przez Niemców z Pskowa z przeznaczeniem do obsługi linii dla pracowników Ostbahnu. Kursujący po wojnie wagon 1081 został przebudowany z silnikowego typu H.            |
|                  | ND       | Konstal (1501-1510, 1530-1565, 1576-1593, 1621-1630, 1639-1795, 1800-1809) Sanowag (1511-1529, 1566-1575, 1594-1620, 1631-1638) | 1949-1956       | 1949-1969                              | 1501-1795, 1800-1809  | |
|                  | 4ND      | Konstal | 1957-1958, 1961 | 1957-1967                              | 1810-1867             | |

### Tramwaje gospodarcze[99]
| Ilustracja | Typ        | Numery taborowe              | Przeznaczenie                                            | Uwagi |
| ---------- | ---------- | ---------------------------- | -------------------------------------------------------- | --- |
|            | K          | 21xx, 22xx, 24xx, P-xx, S-xx | szlifierka, solarka, pług, spawarka, transportowy i inne | Wagony przerabiane w latach 60. i 70. z tramwajów liniowych typu K, o różnym zastosowaniu. |
|            | 13N        | 12, 53, 402, 2412            | transportowy                                             | Cztery podobne wagony (po jednym w każdej zajezdni) z tylną częścią przeznaczoną do transportu np. części do tramwajów. Wagon 12 (na zdjęciu) jako jedyny posiada dźwig ułatwiający załadunek. |
|            | 13N        | 388                          | wagon pomiarowy sieci trakcyjnej                         | |
|            | 105Na      | 1022                         | laboratorium                                             | Wagon służący do testowania i diagnostyki aparatury do wagonów tramwajowych. |
|            | PT 08-16 M | P1                           | podbijarka torowa                                        | |
|            | SF-50      | S1                           | szlifierka szyn                                          | |
|            | 4NA-DT     | 9001-9006                    | uniwersalny                                              | Wagony wykorzystywane do różnych celów, zakupione w celu częściowego zastąpienia starych tramwajów technicznych na bazie typu K.                                                               |
|            |            | 1, 2                         | lokomotywka                                              | Lokomotywki zbudowane na podwoziach wagonów tramwajowych, służące do przetaczania wagonów kolejowych na terenie Zakładu Energetyki Trakcyjnej i Torów.                                         |

Oprócz powyższych tramwajów, używane są też wagony doczepne do przewozu np. szyn lub tłucznia oraz różnego rodzaju samochody (niektóre z możliwością jazdy po szynach) służące np. do holowania tramwajów po awarii.

### Tramwaje testowe[101]
| Ilustracja | Typ        | Miasto    | Numer taborowy        | Okres wypożyczenia    | Linie, na których kursował | Uwagi |
| ---------- | ---------- | --------- | --------------------- | --------------------- | --- | --- |
|            | GT6N       | Brema     | 801                   | 21.09.1992-25.09.1992 | 36 | Prototyp pierwszego wagonu całkowicie niskopodłogowego, który był na testach w wielu europejskich miastach. |
|            | GT6N       | Berlin    | 1004                  | 04.03.1996-30.01.1997 | 16, 36 | |
| 1001       | GT6N       | Berlin    | 17.03.2001-27.03.2001 | 36                    | | |
|            | NGT8D      | Magdeburg | 1318                  | 20.06.1996-02.07.1996 | 7 | |
| 1340       | NGT8D      | Magdeburg | 08.12.2000-09.01.2001 | 7                     | W dniu 20.12.2000 wagon wykoleił się środkowym wózkiem na terenie zajezdni Praga, w wyniku którego doznał niewielkich uszkodzeń. | |
|            | Cityrunner | Graz      | 661                   | 09.06.2001-15.06.2001 | 4 | |
|            | 4NBWE      | Rostock   | 860                   | 26.06.2001-28.06.2001 | – | Ze względu na niedopasowanie obręczy kół do warszawskich szyn i ryzyko wykolejenia, odbyła się tylko prezentacja na terenie zajezdni Mokotów w dniu 27.06, wagon przejechał kilkadziesiąt metrów w składzie z wozem 105N2k/2000 nr 2078. |

### Tramwaje zabytkowe wypożyczane z innych miast
| Ilustracja | Typ   | Miasto | Numer taborowy | Okres wypożyczenia    | Uwagi                                    |
| ---------- | ----- | ------ | -------------- | --------------------- | ---------------------------------------- |
|            | SN4   | Kraków | 151            | 24.05.2023-11.10.2023 | Wypożyczony w zamian za wagon N nr 607   |
|            | GT6   | Kraków | 187            | 05.2024-09.10.2024    | Wypożyczony w zamian za wagon 13N nr 503 |
|            | 102Na | Kraków | 210            | 07.05.2024-           | Wypożyczony w zamian za wagon K nr 445   |

### Statystyka[66]
| Typ wagonu  | Zakład Eksploatacji Tramwajów | Zakład Eksploatacji Tramwajów | Zakład Eksploatacji Tramwajów | Zakład Eksploatacji Tramwajów | Razem |
| Typ wagonu  | R-1                           | R-2                           | R-3                           | R-4                           | Razem |
| ----------- | ----------------------------- | ----------------------------- | ----------------------------- | ----------------------------- | ----- |
| 105Na       | –                             | –                             | –                             | 14                            | 14    |
| 105N po NG3 | 4                             | 52                            | 42                            | 58                            | 156   |
| 105Nf       | –                             | 4                             | –                             | –                             | 4     |
| 105Nm       | –                             | –                             | 4                             | –                             | 4     |
| 105Ni       | 28                            | –                             | –                             | –                             | 28    |
| 105N2k      | 43                            | –                             | –                             | –                             | 43    |
| 105N2k/2000 | --                            | –                             | 62                            | –                             | 62    |
| 112N        | 1                             | –                             | –                             | –                             | 1     |
| 116N        | –                             | 1                             | –                             | –                             | 1     |
| 116Na       | –                             | 2                             | –                             | –                             | 2     |
| 116Na/1     | –                             | 26                            | –                             | –                             | 26    |
| 120N        | –                             | –                             | 15                            | –                             | 15    |
| 120Na       | 34                            | 40                            | 47                            | 59                            | 180   |
| 120NaDuo    | –                             | –                             | –                             | 6                             | 6     |
| 123N        | 30                            | –                             | –                             | –                             | 30    |
| 128N        | 15                            | –                             | 20                            | 15                            | 50    |
| 134N        | 18                            | 12                            | –                             | –                             | 30    |
| 140N        | –                             | –                             | 50                            | 35                            | 85    |
| 141N        | –                             | –                             | –                             | 18                            | 18    |
| 142N        | –                             | –                             | –                             | 20                            | 20    |
| Razem       | 173                           | 137                           | 240                           | 225                           | 775   |

### Numeracja[109]
| Typ wagonu  | Numery inwentarzowe |
| ----------- | --- |
| 105Na       | 1251, 1252, 1281-1286, 1289, 1290, 1339, 1340                                                                                            |
| 105N po NG3 | 1293-1338, 1341, 1343-1346, 1349-1362, 1365-1374, 1377-1381, 1383-1385, 1387-1389, 1393-1414, 1415-1440, 1443-1452, 1455-1458, 1463-1470 |
| 105Nf       | 1441, 1442, 1453, 1454 |
| 105Ni       | 1363–1364, 1386, 1390–1392, 2006–2023, 2028-2029, 2038–2039                                                                              |
| 105Nm       | 1459–1462 |
| 105N2k      | 2024-2027, 2030–2035, 2037, 2040-2046, 2048–2064, 2066-2073                                                                              |
| 105N2k/2000 | 2074–2135 |
| 112N        | 3001 |
| 116N        | 3002 |
| 116Na       | 3003–3004 |
| 116Na/1     | 3005–3030 |
| 120N        | 3101–3115 |
| 120Na       | 3116–3295 |
| 120NaDuo    | 3501–3506 |
| 123N        | 2136–2165 |
| 128N        | 3601–3650 |
| 134N        | 3801–3830 |
| 140N        | 4201-4285 |
| 141N        | 4101-4118 |
| 142N        | 4001-4020 |

### Tabor
W dniu 22 sierpnia 2008 ogłoszony został dwustopniowy przetarg na dostawę 186 wagonów całkowicie niskopodłogowych o pojemności 200/250 pasażerów (w zależności od przyjętego standardu podróży pasażerów stojących), tj. odpowiadających 186 składom dwuwagonowym tramwajów wysokopodłogowych. 155 tramwajów przeznaczonych jest na wymianę istniejącego taboru typu 13N i dużą część 105N, 31 – do obsługi nowej trasy przez Most Północny na Tarchomin. Szacowana wartość kontraktu to niemal 1,5 mld złotych netto.
13 czerwca 2010 pierwszy z nowo zamówionych składów typu 120Na Swing wyjechał na trasę. Według danych producenta kolejny Swing ma się pojawić w Warszawie w połowie lipca, a do końca roku dotrą 33 składy, a do Euro 2012 – 120. 31 grudnia 2012 był ostatnim dniem eksploatacji wagonów typu 13N. W tym dniu uruchomiono również specjalną linię obsługiwaną przez te wagony.
1 czerwca 2012 roku, spółka ogłosiła przetarg na dostawę 45 fabrycznie nowych dwukierunkowych tramwajów. Przetarg wygrała Pesa oferując tramwaj z nowej rodziny Jazz (128N). Tramwaje mają dotrzeć do stolicy w latach 2014–2015.
3 lipca 2013 roku, został rozpisany przetarg na dostawę 30 nowych tramwajów, tym razem mają być krótsze (mają mieć maksymalnie 22 metry).
21 listopada 2013 roku dostarczono ostatniego ze 186 Swingów, tym samym kończąc tzw. kontrakt stulecia.
Tramwaje Warszawskie podpisały umowę z firmą Hyundai Rotem na dostawę łączną 213 tramwajów. Wersja podstawowa zakłada 123 wagony (w zakres wchodzi 85 tramwajów dwukierunkowych i 18 jednokierunkowych o długości 32,5 m oraz 20 krótszych, o długości 24 m). Opcja na 90 tramwajów zakładała domówienie 45 składów dwukierunkowych i 45 jednokierunkowych o długości 32,5 metra. Opcji ostatecznie nie zrealizowano. Dostawy nowych pojazdów zakończono w 2023 roku.

## Zajezdnie tramwajowe

### Istniejące
| Zajezdnia        | Adres                          | Ilustracja | Rok uruchomienia | Obsługiwane linie                                  |
| ---------------- | ------------------------------ | ---------- | ---------------- | -------------------------------------------------- |
| ZRP R-1 Wola     | ul. Młynarska 2                |            | 1903             | 9, 10, 11, 13, 14, 20, 23, 24, 26, 27, 28          |
| ZRP R-2 Praga    | ul. Kawęczyńska 16             |            | 1925             | 3, 6, 7, 9, 13, 22, 23, 24, 25, 26, 28             |
| ZRP R-3 Mokotów  | ul. Woronicza 27               |            | 1955             | 1, 4, 7, 9, 10, 11, 14, 15, 16, 17, 18, 25, 31, 33 |
| ZRP R-4 Żoliborz | ul. Zgrupowania AK Kampinos 10 |            | 1963             | 1, 2, 4, 6, 11, 15, 16, 17, 18, 22, 24, 26, 28, 33 |
| ZRP R-5 Annopol  | ul. Warszawskich Tramwajarzy 1 |            | 2024             | 1, 3, 4, 25                                        |

### Nieistniejące
| Zajezdnia          | Adres             | Lata istnienia | Zdjęcie | Uwagi |
| ------------------ | ----------------- | -------------- | ------- | --- |
| Inżynierska        | ul. Inżynierska 6 | 1883–1908      |         | Zamknięta wraz z zakończeniem eksploatacji tramwajów konnych. W późniejszych latach budynek służył m.in. jako zajezdnia autobusowa |
| Muranów            | ul. Sierakowska 8 | 1881–1944      |         | |
| Mokotów            | ul. Puławska 15   | 1882–1955      |         | Przejęcie obsługi przez R-3 Mokotów                                                                                                |
| Rakowiec           | ul. Opaczewska 35 | 1930–1948      |         | Zlikwidowana wraz z tramwajami szerokotorowymi                                                                                     |
| Solec              | ?                 | 1946–1950      |         | Zajezdnia prowizoryczna, zamknięta w 1950 roku wraz z likwidacją tramwajów szerokotorowych, faktycznie zlikwidowano ją w 1961 roku |
| Żoliborz (Buraków) | ul. Słowackiego   | 1946–1963      |         | Przejęcie obsługi przez R-4 Północ (obecnie Żoliborz)                                                                              |

## Warszawski Tramwaj Wodny

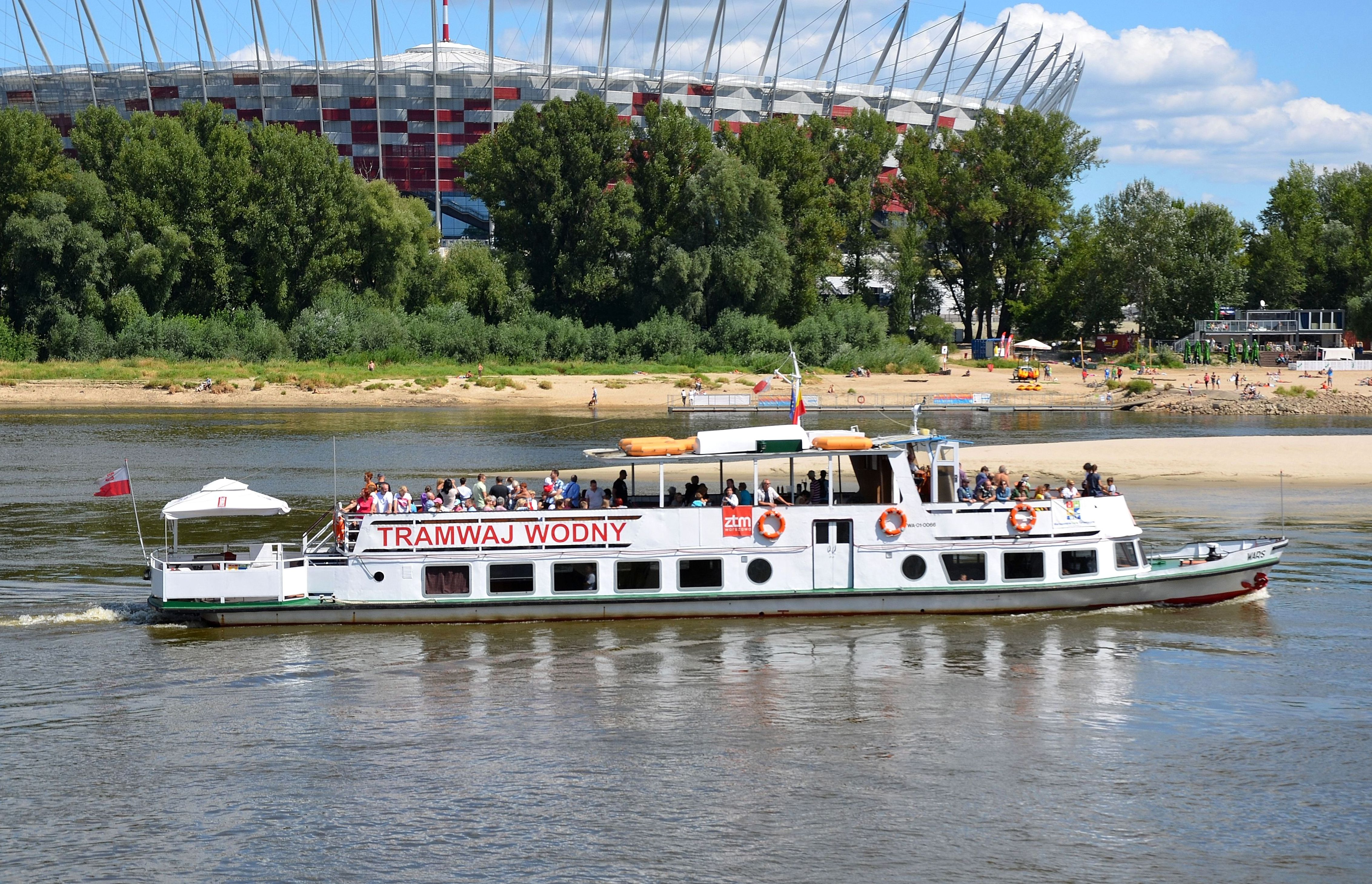
Warszawski Tramwaj Wodny

Warszawa jest jednym z siedmiu (obok Bydgoszczy, Poznania, Szczecinka, Gdyni, Gdańska i Krakowa) miast w Polsce, które posiadają tramwaj wodny. W 2006 Warszawski Tramwaj Wodny stanowiły dwa nieduże rzeczne statki wycieczkowe (w 2005 jeden – Wars), które kursowały po Wiśle w okresie letnim. Ich trasa zaczyna się przy Starym Mieście, a kończy na Przyczółku Czerniakowskim. Statki te podlegają zarządowi Tramwajów Warszawskich i dlatego właśnie nazywane są tramwajami wodnymi.

## Warszawski Omnibus Konny

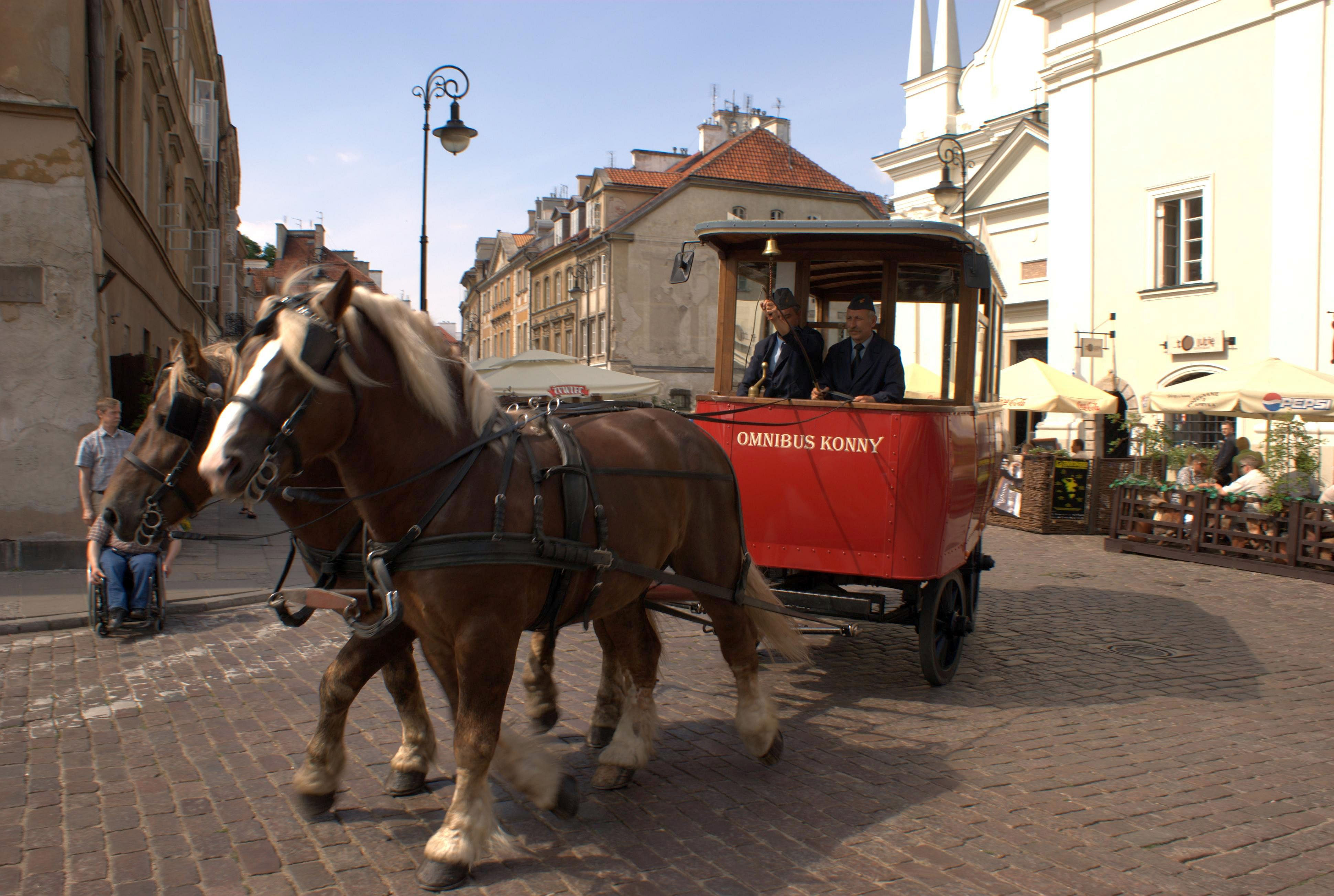
Warszawski Omnibus Konny na Nowym Mieście

Warszawski Omnibus Konny to zabytkowy środek transportu przypominający tramwaj, lecz nie poruszający się po torach. Kursuje on na terenie Śródmieścia Warszawy w okresie wakacyjnym.
Omnibus kursował po stolicy od 1836 do 1881 i został zastąpiony przez tramwaje konne. W 2005 omnibusy powróciły na stołeczne ulice jako atrakcja turystyczna. Żaden z obecnie eksploatowanych omnibusów nie jest jednak dokładną repliką pojazdów z XIX wieku.